# Piccolomini-Bibliothek

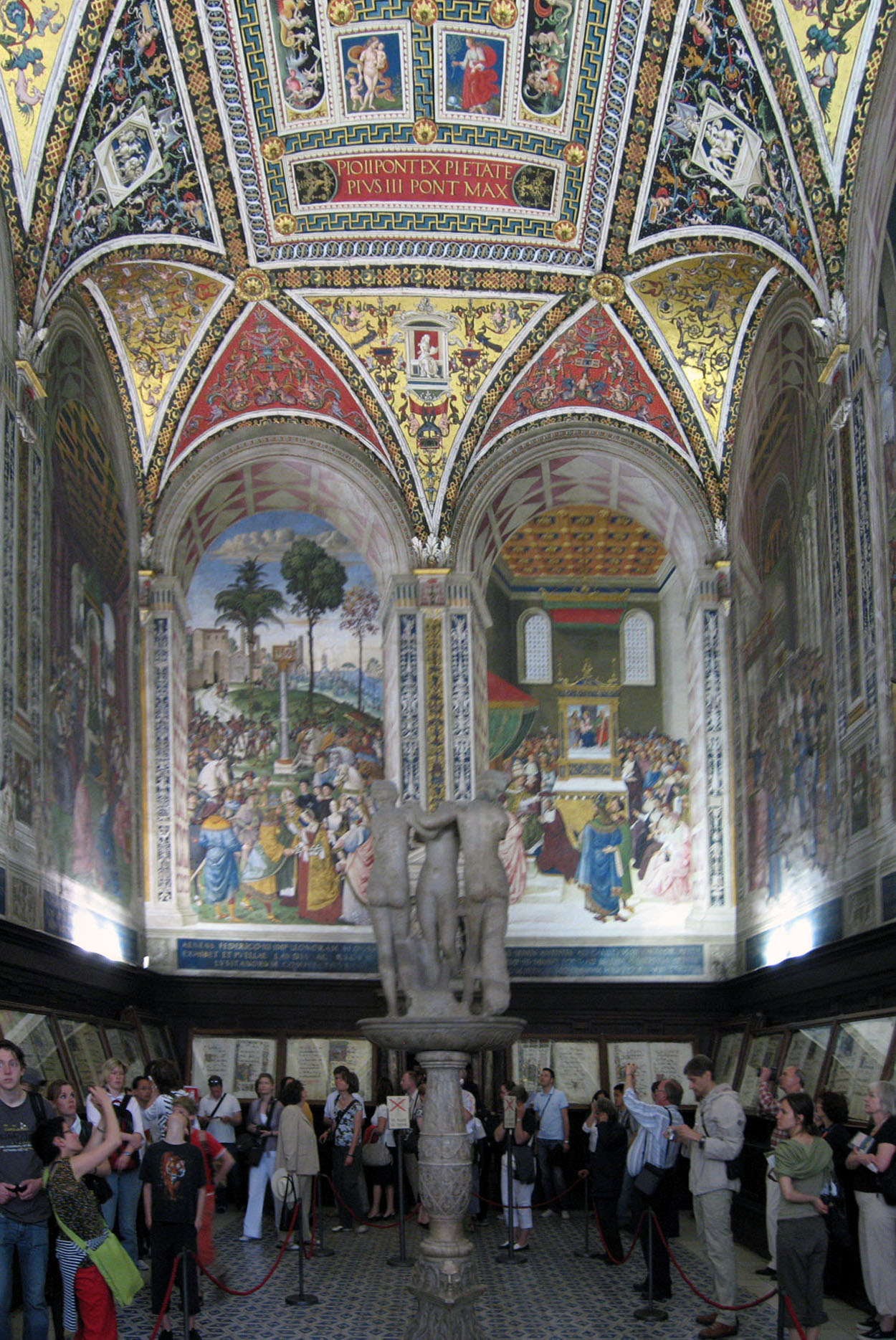
Piccolomini-Bibliothek

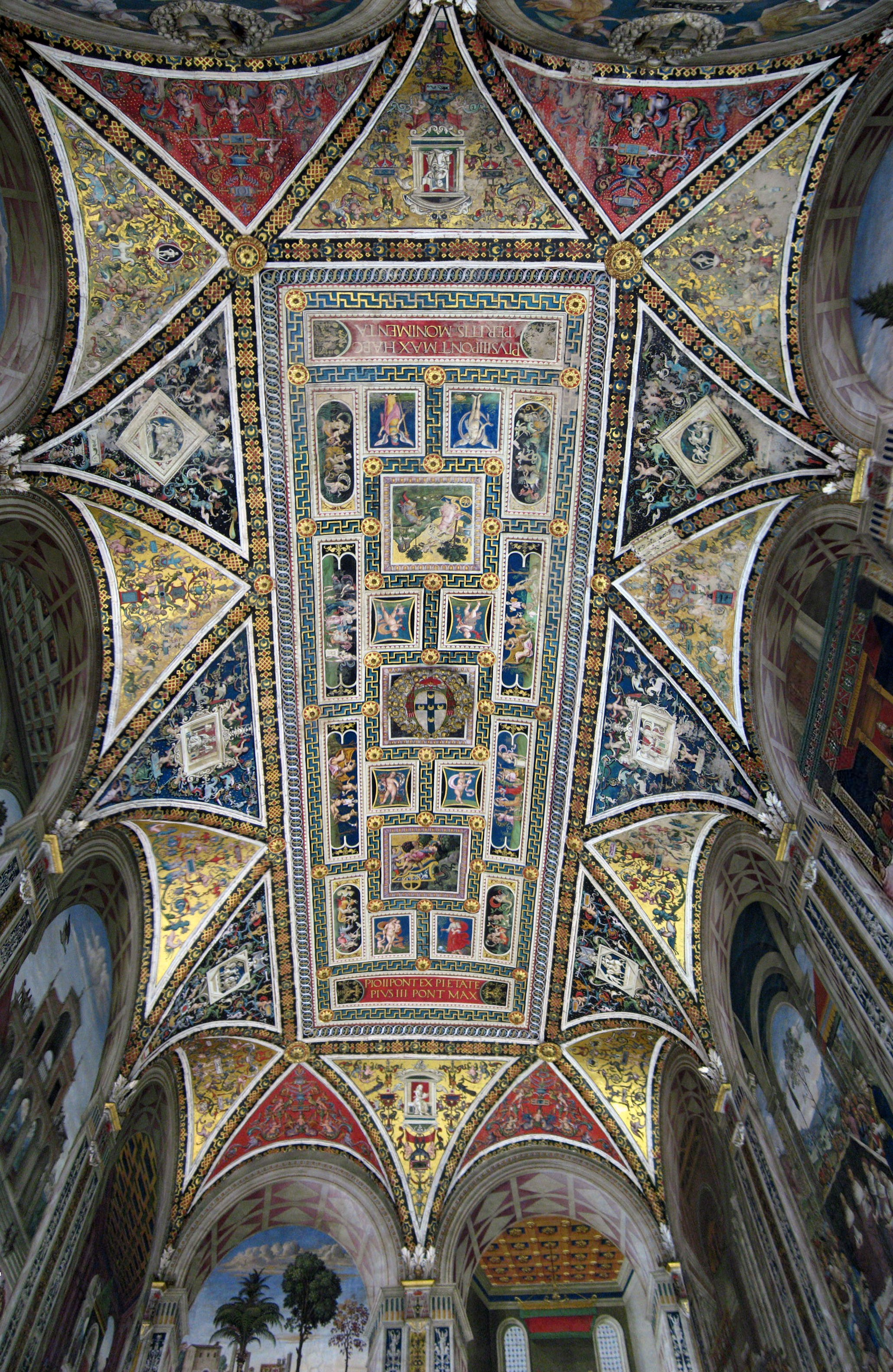
Gewölbe der Piccolomini-Bibliothek

Die sogenannte Piccolomini-Bibliothek befindet sich in einem Nebenraum des Domes von Siena. Entlang des linken Seitenschiffes, vor dem Querschiff gelegen, wurde sie 1492 vom Erzbischof von Siena, Kardinal Francesco Todeschini Piccolomini, dem späteren Papst Pius III., erbaut, um das reiche Bibliothekserbe seines Onkels Papst Pius II. aufzubewahren. Zwischen 1502 und 1507 wurde sie von Pinturicchio und Gehilfen, darunter der Bologneser Amico Aspertini und der junge Raffaelo Sanzio, vollständig ausgemalt.

## Einzelnachweise

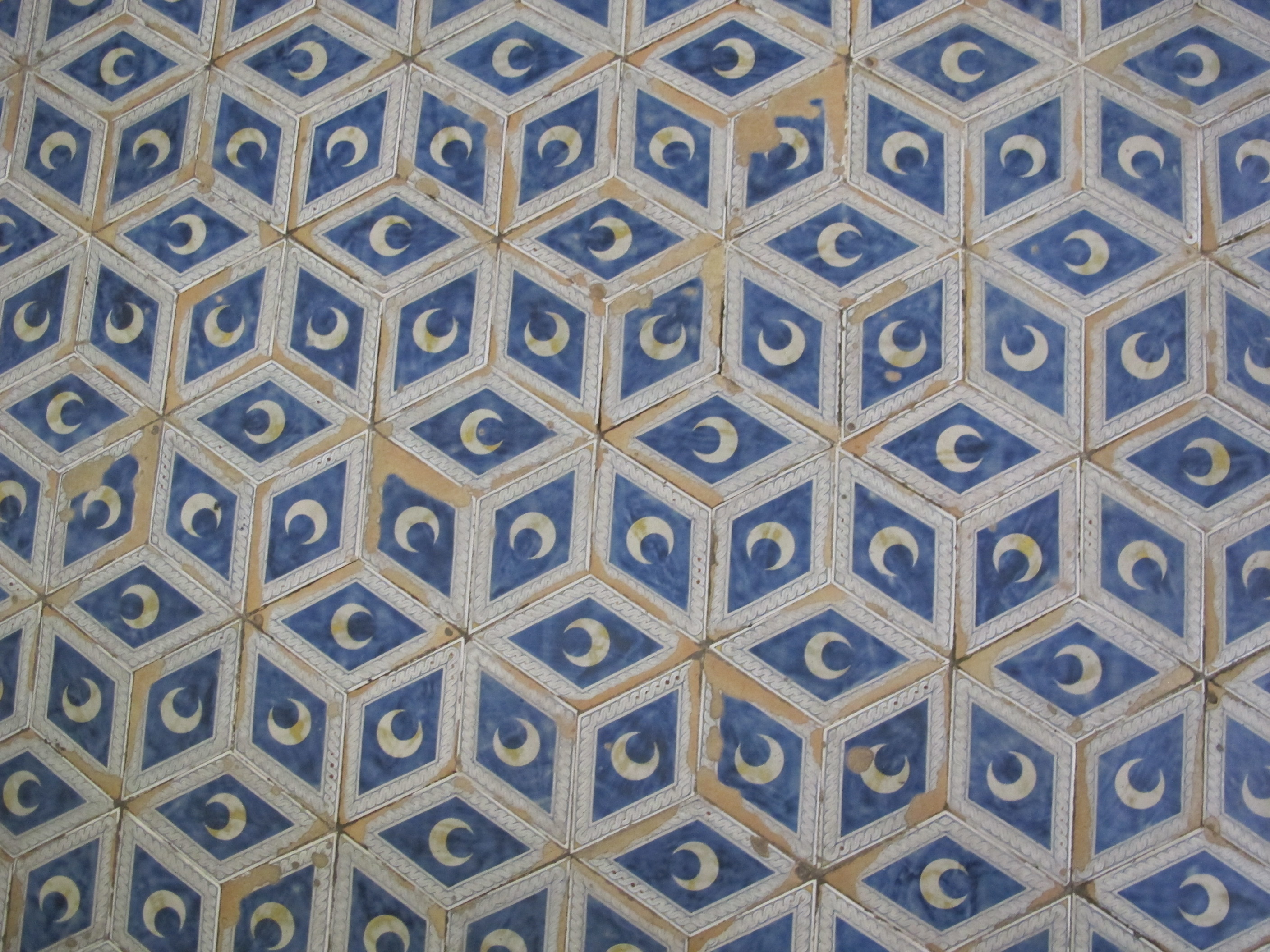
Der Boden

## Geschichte
Kardinal Francesco Todeschini Piccolomini, von 1492 bis 1502 Bischof von Siena, hat in einigen Räumen des Pfarrhauses, neben der linken Seite des Doms, ein Raum entworfen um die kostbaren Bibliotheksbestände seines Onkels, des Humanisten und späteren Papstes Enea Silvio Piccolomini (Pius II.), verstorben 1464, zu erhalten.
Ab etwa 1497 schuf Lorenzo di Mariano, genannt „il Marrina“, die äußere Marmorfassade der Bibliothek, wobei die beiden Bögen auf der einen Seite die Eingangstür der Bibliothek und auf der anderen Seite eine Darstellung des „Evangelisten Johannes“ aus dem 17. Jahrhundert beinhalten. (Von ungewisser Datierung, Zuschreibung und Herkunft, auch wenn man glaubt, dass sie von Giovanni di Stefano am Ende des 15. Jahrhunderts geschnitzt wurde.)
Die Bilddekoration der Bibliothek, eines der größten Bildwerke Italiens vom Beginn des 16. Jahrhunderts, wurde dem umbrischen Maler Pinturicchio, anvertraut, der sich nach seinen Erfolgen in der Römischen Kurie auf dem Höhepunkt des Ruhmes befand. Der Vertrag wurde am 29. Juni 1502 abgeschlossen und ist einer der seltenen Fälle von Renaissance-Verträgen mit großen Bildzyklen, die erhalten blieben: er wurde von Gaetano Milanesi als Anhang zu seinem Kommentar über die Vita di Bernardino Pinturicchio von Vasari veröffentlicht. Man kann zum Beispiel lesen, wie das Gewölbe mit "Grotesken", einem relativ neuen Motiv im künstlerischen Panorama, lebendig gestaltet werden sollte und wie die Wände zehn Geschichten aus dem Leben von Pius II. enthalten sollten; Pinturicchio war auch "verpflichtet, alle Geschichten persönlich auf Kartons und an der Wand zu zeichnen, alle Köpfe in Fresko, und die Retuschen in Secco um sie in Perfektion auszuführen."

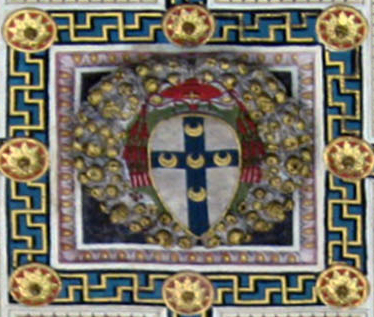
Piccolomini-Wappen auf dem Gewölbe

Die erste Bauphase, mit dem Gewölbe und dem architektonischen Gitter an den Wänden, wurde Ende 1503 abgeschlossen. Am 22. September desselben Jahres wurde der Bauherr zum Papst als Pius III. gewählt. In den Dekorationen wird daher sein Wappen noch im Kardinalshut gezeigt. Zu diesem Zeitpunkt mussten auch die beiden großen Fenster fertig gewesen sein. Nur 26 Tage später, am 18. Oktober 1503, starb der Papst, wodurch die Arbeit unterbrochen wurde. Der Maler widmete sich also anderen Aufgaben, blieb aber in Siena.
Die Geschichten von Pius II. wurden erst um 1505 wieder aufgenommen, wahrscheinlich mit einem neuen, von den Erben unterzeichneten Vertrag, von dem es jedoch keine Spur gibt. 1507 muss das Projekt beendet gewesen sein, da der Maler zu diesem Zeitpunkt andere Aufträge aus Umbrien anzunehmen begann, während er in der toskanischen Stadt blieb. Unter den vielen Gesellen, die im Betrieb beschäftigt waren, müssen der berühmte Bologneser Maler Amico Aspertini und der junge Raffael, gewesen sein, die von der Bedeutung des Betriebes zeugen, der in jenen Jahren ein wahrer künstlerischer Knotenpunkt Mittelitaliens war.
Auf jeden Fall wurden die Zahlungen noch für ein paar Jahre geleistet. Das Thema der Bibliothek war ein ungewöhnliches ikonographisches Programm zu Beginn des 16. Jahrhunderts. Einerseits erhob sie die Legitimität der päpstlichen Macht, die kurz zuvor von Savonarola, mit Gewalt in Frage gestellt wurde, andererseits erhob sie die Familie der Piccolomini mit ihrem berühmtesten Repräsentanten.
Später, noch während des 16. Jahrhunderts aber ab einem unbekannten Datum, ließ Kardinal Francesco Bandini Piccolomini ein Denkmal an der linken Seite der Marrina-Fassade schnitzen. Es ist ein Denkmal, in dem die Figur des auferstandenen Erlösers zu Ehren des Bruders und des Neffen des Auftraggebers, Bandino und Germanico Bandini Piccolomini steht, die beide ihre kirchliche Laufbahn begannen und vorzeitig 1521 und 1569 starben. Der Künstler bleibt unbekannt.

## Beschreibung und Stil
Die Bibliothek ist vom Kirchenschiff aus durch ein reiches Marmorportal von Marrina einzusehen,  das aus zwei Bögen mit Reliefverzierungen besteht (1497). Auf dem rechten Bogen befindet sich ein kleiner Altar mit dem Flachrelief des Evangelisten Johannes, einem Werk von Giovanni di Stefano, sowie einer hölzernen Pietà unter dem Altartisch. Der Eingang zur Bibliothek befindet sich im linken Bogen, mit zwei Bronzetüren von Antonio Ormanni von 1497. Über dem Portal befindet sich das Fresko der Krönung Pius III., ebenfalls von Pinturicchio (1503–1508).
Es handelt sich um einen rechteckigen Saal, der von einem Kappengewölbe überdacht und von zwei hohen Fenstern beleuchtet wird. Die feierliche Architektur wird von Möbeln von höchster Qualität begleitet: Holzschränke für die Bücher, geschnitzt vom berühmten Barili; Bodenfliesen in  Majolika mit den Halbmonden der Piccolomini (im 19. Jahrhundert erneuert); eine stuckierte Nische mit der Vertreibung aus dem irdischen Paradies über dem Eingangsportal, eine Kopie eines Reliefs von Jacopo della Quercia an der Fonte Gaia, vielleicht von Marrina oder einem anonymen Bildhauer der Epoche.
Außerdem stellte der Kardinal aus dem römischen Palast der Familie die berühmte antike Marmorstatue der Drei Grazien zur Verfügung, für die eine Basis von Giovanni di Stefano geschnitzt wurde. Dies ist eine römische Kopie des dritten Jahrhunderts nach einem griechischen Original, vielleicht aus der hellenistischen Zeit. Obwohl die Bücher von Pius II. nie in Siena ankamen, werden heute eine Reihe von Choralbüchern und Antiphonarien, mit Buchmalereien vor allem von Liberale da Verona und Girolamo da Cremona (sechziger und siebziger Jahre des 15. Jahrhunderts) gezeigt, aber auch von Sano di Pietro, Pellegrino di Mariano, Guidoccio Cozzarelli, welche sich im Besitz des Domkapitels und der Kirche Santa Maria della Scala befinden.
Die Geschichten von Pius II. markierten die Apotheose des Erzählstils des 15. Jahrhunderts, in der elegantesten Version, durchdrungen von flämischen Vorschlägen. Die Wirkung ist die einer rationalen und stabilen Ordnung, die aus Gewissheiten besteht, die immer noch die Denkweise widerspiegelt, die durch den dramatischen Niedergang Landsknechte in eine Krise geraten würde.
Das Ergebnis war grandios, aber schon im Moment der Fertigstellung von dem Streben nach Erneuerungen in der Kunst bedroht, die, wenn auch in weiter Ferne, bald störend und unumkehrbar werden würden. 1507 schuf Raffael die Grablegung Christi und Michelangelo bereitete sich auf die Unterzeichnung des Vertrages für das Deckengemälde der Sixtinischen Kapelle vor.

### Gewölbe

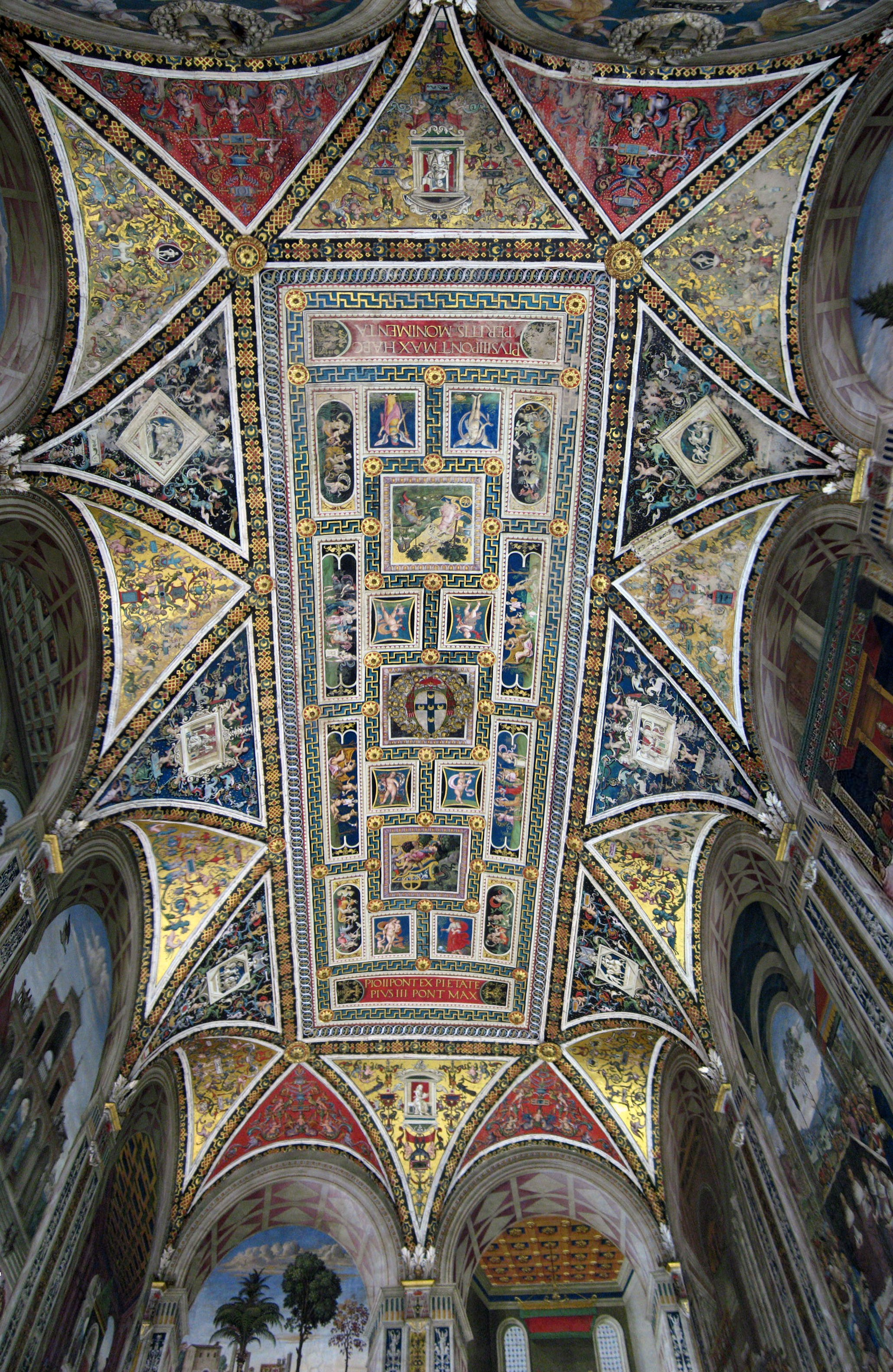
Das Gewölbe

Das Gewölbe besteht aus einem langen zentralen Rechteck, das mit Segmenten (oder Kappen) und Eckzwickel das Kreuzrippengewölbe unterteilt, was architektonisch als Kappengewölbe definiert wird. Die Dekoration ist inspiriert von den quadratischen Gewölben der Domus Aurea, welcher in jenen Jahren wiederentdeckt wurden und unter den Künstlern der Generation häufig nachgeahmt wurden, aber sie überträgt das Modell auf eine mittelalterliche Architekturtypologie mit den Kreuzen. Die Längsseiten haben vier goldene und gelbe Hintergrundsegel und drei blaue Hintergrundfahnen, während die kurzen Seiten eine gelbe und zwei rote Segel haben. Die hellen Farben sind dann von dichten antiken Grottesken bedeckt.
Das zentrale Rechteck ist in Friese und geometrische Fächer unterteilt, inspiriert durch das Goldene Gewölbe und das Stuckgewölbe des Königspalastes von Nero, mit dem Piccolomini-Wappen in der Mitte innerhalb einer Girlande. In den Feldern, die in der Bildausführung Girolamo del Pacchia zugeschrieben werden, befinden sich die von Reliefs auf den Sarkophagen inspirierten Tugenden und heidnischen Mythen. Für vier der Tugenden wurde auch der Miniaturist Littifredi Corbizi vorgeschlagen, der 1494 nach Siena kam und vielleicht schon an die Seite von Pinturicchio im Appartamento Borgia gearbeitet hat.
Die Skizze der Vergewaltigung der Proserpina wurde sicherlich von einer Zeichnung des Amico Aspertini von einem römischen Sarkophag, heute im Codex Wolfegg (fol. 36v-37r), übernommen. Aspertini fügte tatsächlich eine männliche Figur auf einem Streitwagen, der von zwei Schlangen gezogen wurde, an jener Stelle hinzu, wo das Relief des Sarkophags zerbrochen ist (er ist heute im Louvre zu sehen), wo stattdessen die Mutter von Proserpina, Ceres war. Pinturicchio oder der die Zeichnung für ihn sah und kopierte, interpretierte sie als Saturn, und schrieb ihm das ungewöhnliche Ziehen von Schlangen anstelle der üblichen schwarzen Pferde zu.
Das Gewölbe war in jenen Jahren eines der komplexesten Zeugnisse der Neuauflage antiker Themen, im Zeichen einer echten Renaissance, im Gegensatz zur verfänglichen Gelehrsamkeit und phantastischen Neuauflage des frühen 15. Jahrhunderts..

### Wände

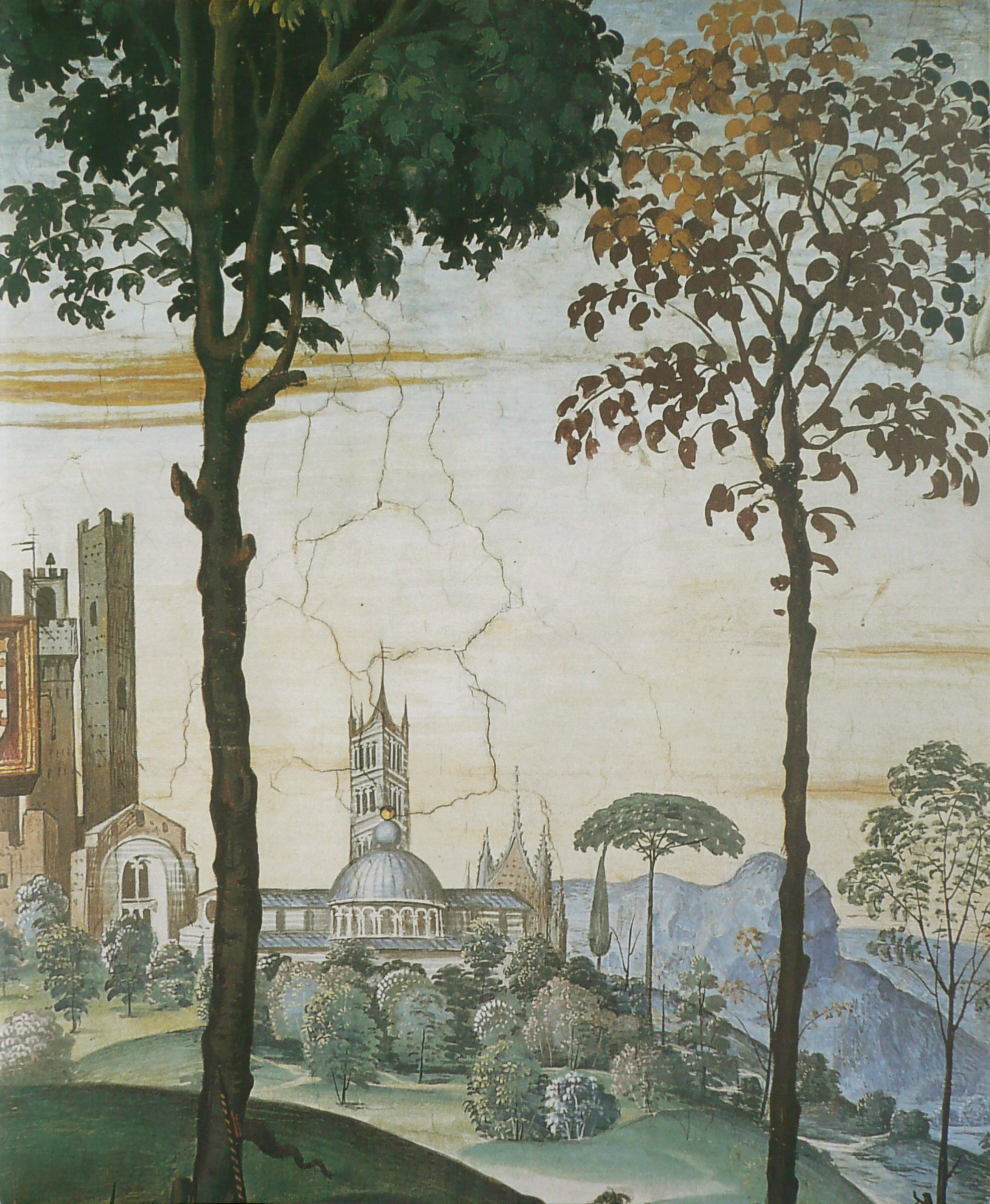
Enea Silvio Piccolomini, Bischof von Siena, stellt Eleonora von Portugal Kaiser Friedrich III. vor, Detail mit Blick auf die Stadt Siena

Die Wände sind in zehn Bögen unterteilt, mit einem Bildrahmen, der die Bögen in perspektivisch verkürzter Form simuliert. Die im grotesken Stil verzierten falschen Säulen bilden eine Art Loggia, die auf einer künstlichen Marmorbrüstung mit antiken Reliefs und erklärenden Inschriften in goldenen Großbuchstaben auf blauem Grund von hoher ästhetischer Qualität ruht.
Das Thema der Freskendekoration war eine gemalte Chronik des Lebens von Pius II. aus der Biographie von Giovanni Antonio Campano und aus den von Enea Silvio Piccolomini selbst geschriebenen Kommentaren. In den Zeichnungen werden die Szenen von einer großen Menschenmenge begleitet, die von Zeit zu Zeit die Aktionen des Protagonisten verstärken und sowohl im Innen- als auch im Außenbereich angesiedelt sind, wo sich die angenehmen Landschaften mit monumentalen Stadtszenen abwechseln.
Es ist jetzt gesichert, dass sich Pinturicchio in der Entwurfsphase der Mitarbeit eines jungen Mannes aus der Schule Petri (Perugino) bediente, welcher der junge Raffaelo Sanzio war. Vasari schrieb im Leben von Pinturicchio, dass der Schüler "einige" der Zeichnungen und Kartons gemalt habe, während er sich in Raphaels Biographie widersprach, indem er ihm Skizzen und Kartons von "allen Geschichten" zuordnete. Einer dieser Kartons wurde zur Zeit des Schriftstellers aus Arezzo in Siena aufbewahrt, während andere Skizzen im persönlichen Zeichenbuch Raffaels verblieben. Heute neigen Kunstkritiker nach dem anfänglichen Widerstand dazu, in zwei kleinen Kartons (eine aus der sienesischen Familie der Baldeschi, die sie 1586 von Piccolomini erhielten, die andere im Zeichnungen und Druckgraphik-Kabinett der Uffizien) und einigen Zeichnungen (Ashmolean Museum, Uffizien und Louvre) die Hand Raffaels in Bezug auf dieses Vorhaben zu erkennen.
Die Ausführung der Fresken stammt von Pinturicchio und seinen Assistenten (vielleicht auch von den Sienesen Girolamo del Pacchia und Giacomo Pacchiarotto), denn ab 1504 war Raffael, nach kurzem Aufenthalt in Siena, datierbar 1502/1503, und nach einer wahrscheinlichen Reise nach Rom, bereits in Florenz.
Der Stil ähnelt dem von Miniaturen: scharf, reich an brillanten Farben, gekonnt abgestimmt, voll von Dekorationen und dreidimensionalen Anwendungen in Goldtabletten, auf Waffen, Schmuck, Oberflächen etc.

#### Enea Silvio Piccolomini nimmt am Konzil von Basel teil

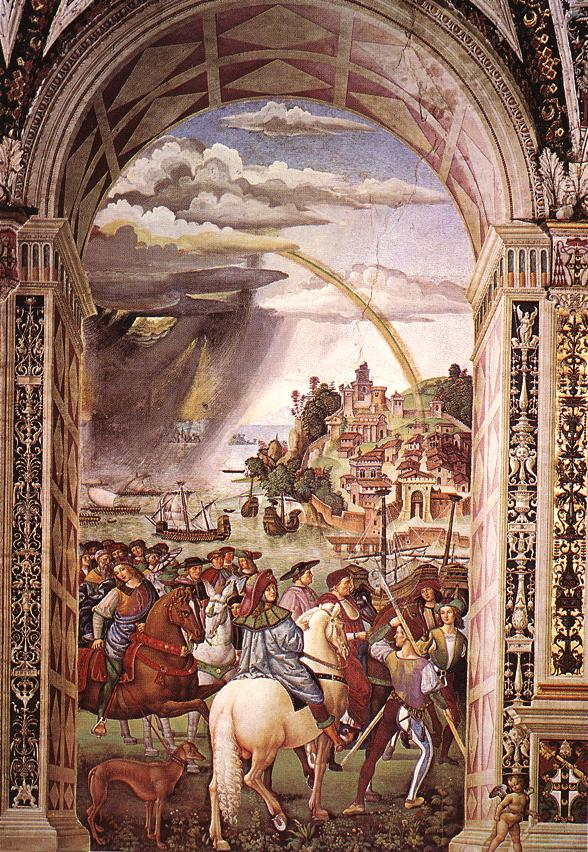
Enea Silvio Piccolomini nimmt am Konzil von Basel teil

Der elegante Ritter im Zentrum der Komposition, der sich dem Betrachter zuwendet, ist der 26-jährige Enea Silvio Piccolomini. Die Schwierigkeiten auf der Fahrt zum Konzil von Basel werden in den Kommentaren erwähnt, in dem ein Sturm sein Schiff zwischen der Insel Elba und Korsika getroffen hat und es nach Süden trieb. Dieses Ereignis wird in der dunklen Wolke auf der linken Seite angekündigt, aber der Regenbogen erinnert auch an die erfolgreiche Landung zwischen Porto Venere und Genua, und der ruhigen Rückkehr.
Selten wurde ein atmosphärisches Ereignis in der italienischen Renaissancemalerei, hier diktiert durch das Erzählbedürfnis, mit großen schwarzen Wolken gelöst, die sich in Form von unsichtbarem Regen bis zum Meer ausbreiten und von goldenen Blitzen erhellt wird. Ein ähnlicher Effekt findet sich im Fresko vom Durchzug durch das Rote Meer in der Sixtinischen Kapelle. Die Wirkung des Sturms auf die Schiffe ist auf der linken Seite gut dargestellt, während auf der rechten Seite das klare Wetter und die angenehme Aussicht auf eine ummauerte Stadt dominieren. Die Reitergesellschaft, die sich nach rechts bewegt, zeigt eine große Vielfalt an Figuren und Charakteren, sowohl in Kleidung als auch in Haltung. Die Auswahl der Charaktere, die sich von der ikonographischen Tradition der Prozession der Heiligen 3 Könige inspirieren ließ, zeigt sowohl Ritter als auch Menschen zu Fuß und zahlreiche Symbole des jeweiligen Ranges: von der Kleidung eines Kardinals bis zum Hellebardier mit seinen bunten Schultern, vom Ritter links, der einen Windhund an der Leine hält, zum exotischen weißen Pferd mit langen Ohren, zum neugierigen Reisenden mit einem verbundenen Gesicht und einer Art Regenschirm als Mütze.
Für diese Szene gibt es vorbereitende Zeichnungen von Raphael, insbesondere was den Reitergesellschaft angeht.

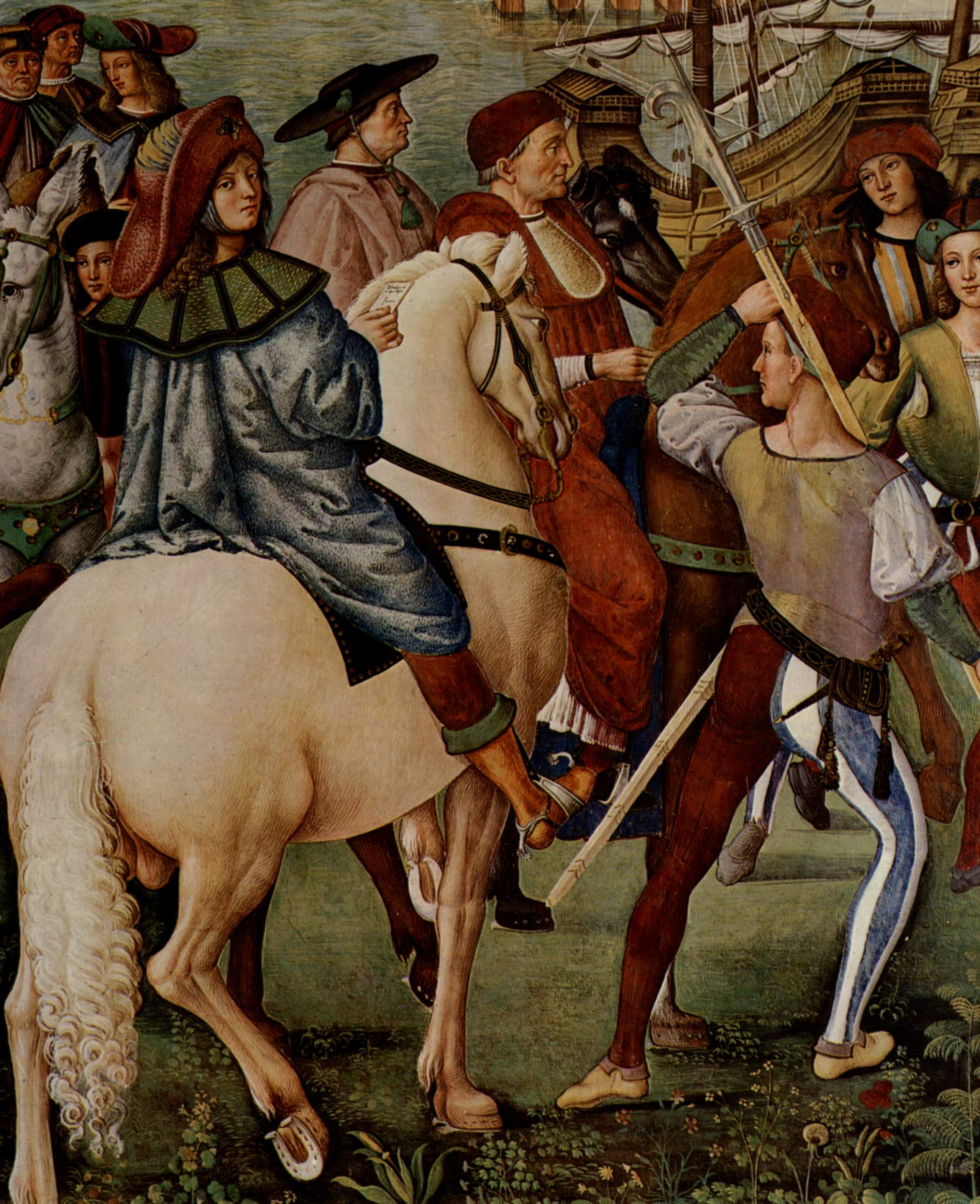
Detail
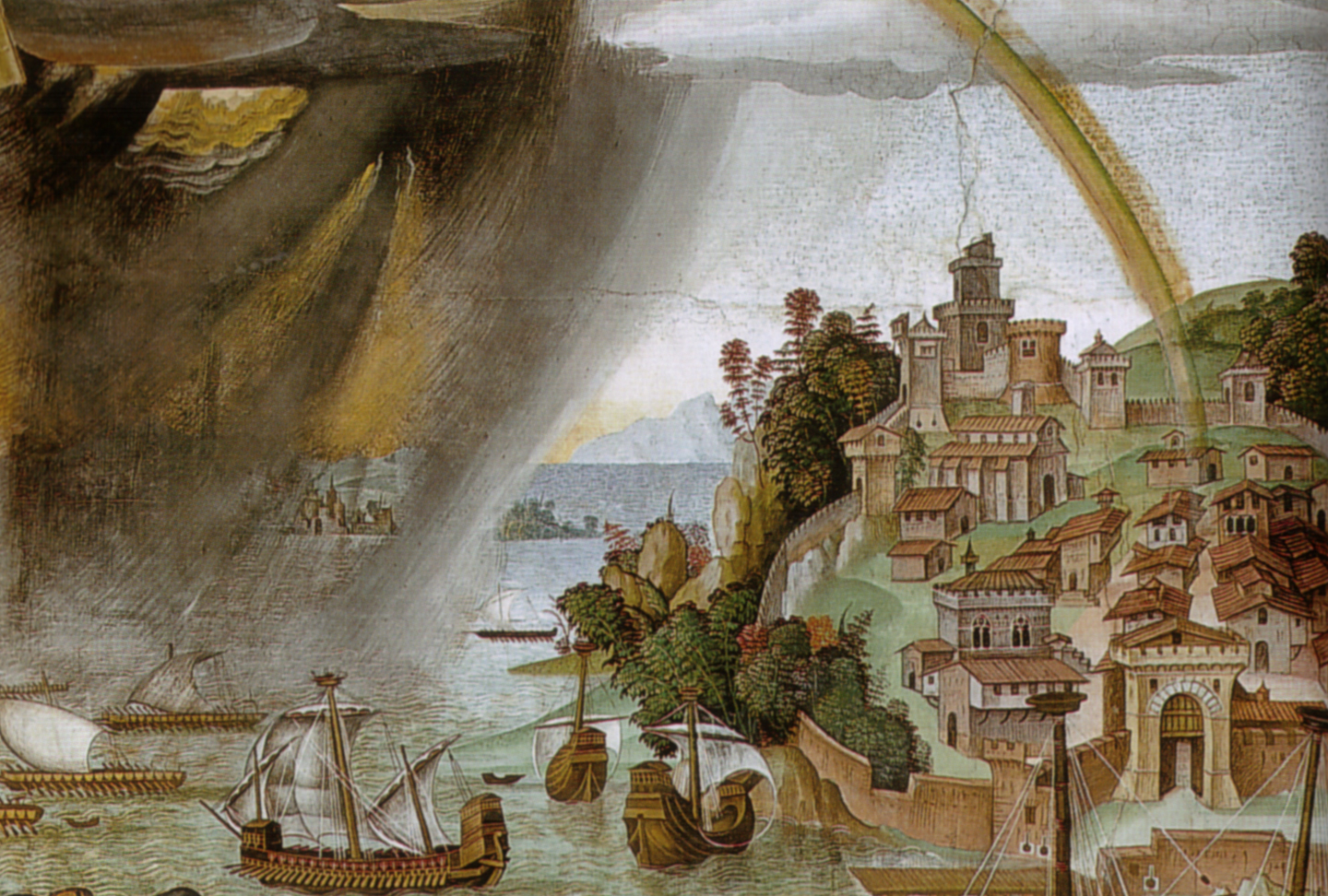
Detail, der Sturm

#### Enea Silvio Piccolomini als Botschafter am Hof von Schottland

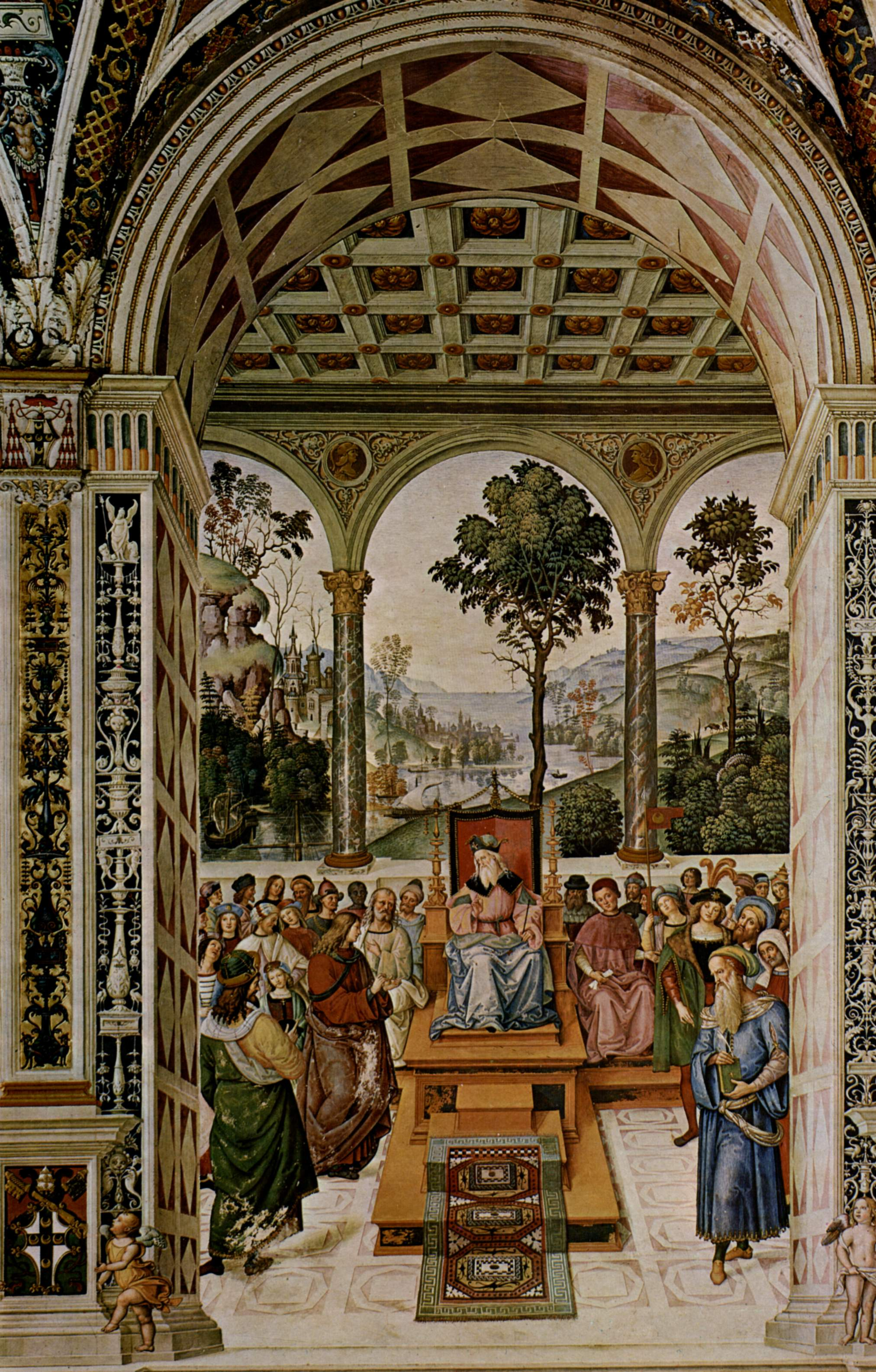
Enea Silvio Piccolomini als Botschafter am Hof von Schottland

Die folgende Szene zeigt Enea Silvio Piccolomini, der, dem Kardinal Niccolò Albergati folgend, mit dem Auftrag des Konzils von Basel zu Jakob I. von Schottland fährt um eine Allianz einzugehen. Die Szene, die sich auf den Thron des Monarchen konzentriert, ist in einer großartigen Architektur mit einem Weitwinkelblick angesiedelt, der es erlaubt, sowohl den Boden mit geometrischen Mustern weiß auf weiß und einem wertvollen orientalischen Teppich, als auch die Kassettendecke mit goldenen Rosetten gut zu sehen.
Hinter den Hauptfiguren öffnet sich eine grandiose, im alten Stil dekorierte Loggia (von den korinthischen Kapitellen auf den Säulen bis zu den Medaillons und den Spiralen in den Pendentifs), die eine außergewöhnliche Landschaft entstehen lässt. Typisch für Pinturicchio wird die Landschaft von einigen bizarren Elementen belebt, wie der Felssporn links und die von Booten durchzogene Stadt am Fluss, die einen nordischen Touch hat. Traditionell umbrisch hingegen sind die langsam abfallenden Hügel, die in der Ferne durch die Wirkung des Nebels in Blautöne übergehen, und die zahlreichen grünen Bäume, die durch goldene Lichter im Laub belebt werden.
Enea Silvio ist die in Rot gekleidete Figur, auf die der Monarch seinen Blick nach links richtet.

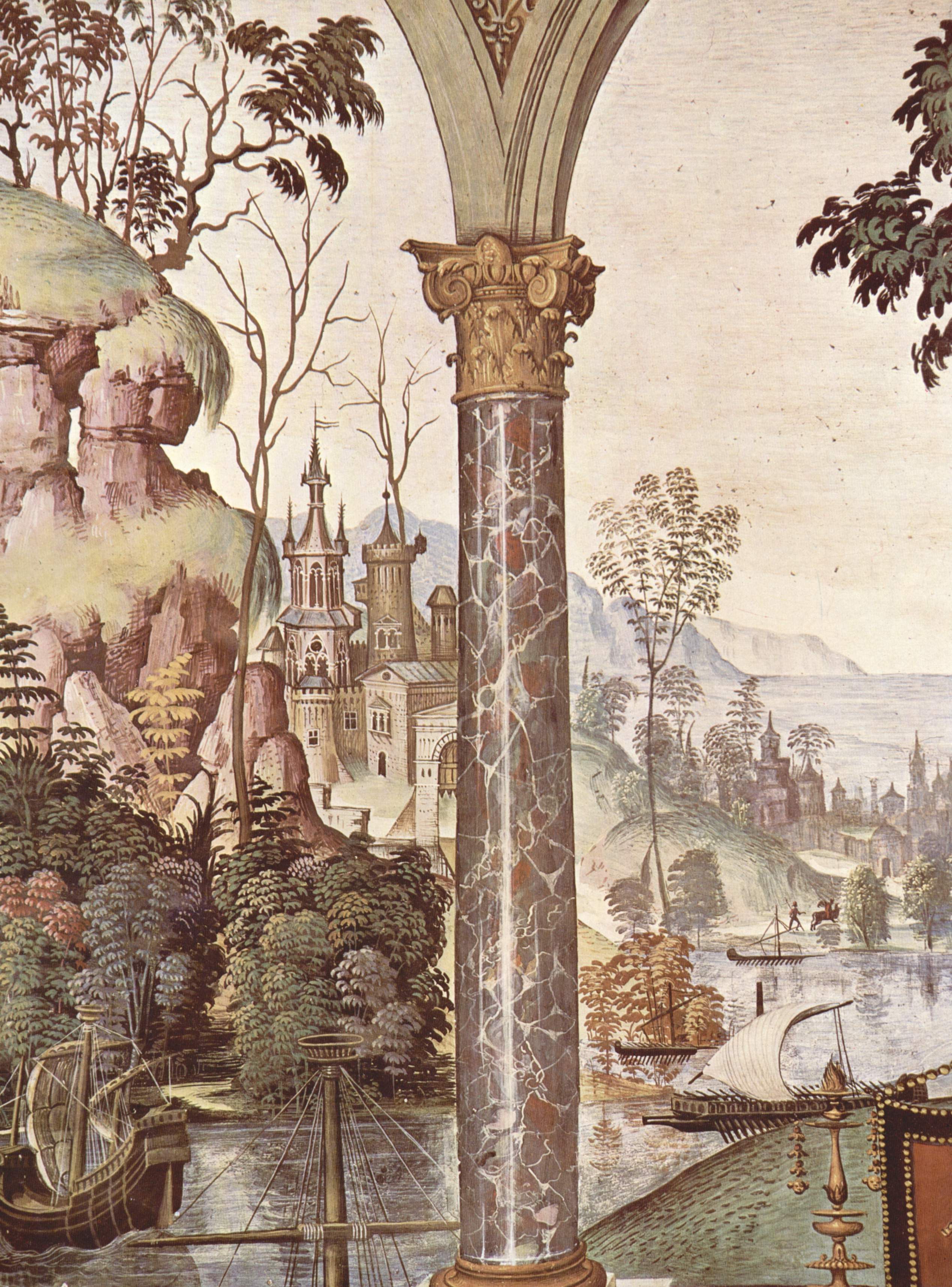
Detail

#### Enea Silvio Piccolomini wird von Kaiser Friedrich III. als Dichter gekrönt

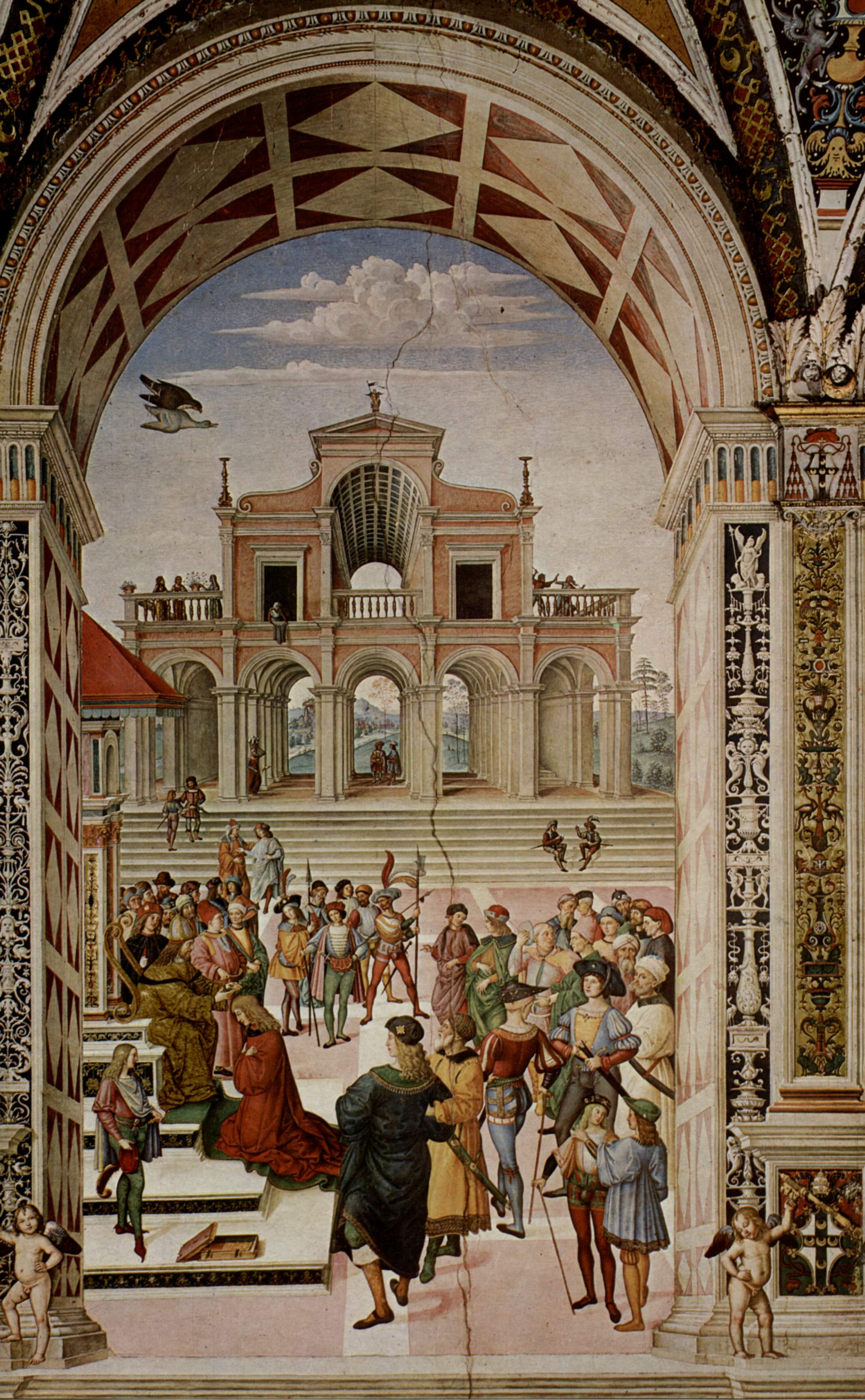
Enea Silvio Piccolomini wird von Kaiser Friedrich III. als Dichter gekrönt

Enea Silvio Piccolomini wurde vom Gegenpapst Felix V. nach Aachen geschickt, um dem neu gewählten Kaiser Friedrich III. von Habsburg zu huldigen. An seinem Hof genoss Piccolomini großes Ansehen und erhielt neben der prestigeträchtigen Lorbeerkrönung als Dichter und anderen Privilegien den Posten des Protonotars. Die Szene zeigt die Krönung, im Profil mit Enea Silvio Piccolomini in der Mitte mit Blick auf den Thron des Kaisers nach links, und befindet sich auf einem überfüllten Platz, der von einem rosa und weißen Gebäude im Hintergrund dominiert wird, dass von Arkaden im Erdgeschoss durchquert wird und mit einem großartigen Tonnengewölbe im ersten Stock. Dies ist eine Entwicklung des Themas des zentralen Gebäudes, das das Panorama beherrscht, und zum ersten Mal von Pietro Perugino in der Schlüsselübergabe in der Sixtinischen Kapelle und bereits von Pinturicchio in Szenen der Bufalini-Kapelle (ca. 1484–1486) und der Baglioni-Kapelle (1500–1501) entwickelt wurde. Der gewölbte Korridor des Piano Nobile war eine Ausführung aus den architektonischen Experimenten der späten Renaissance, in der Giuliano da Sangallo als Protagonist für solche Formen fungierte und die Ergebnisse der Villa Medici in Poggio a Caiano zur Zeit von Leo X. (um 1505) vorwegnahm, so dass man dachte, dass die Pläne bereits von Pinturicchio gesehenen wurden.

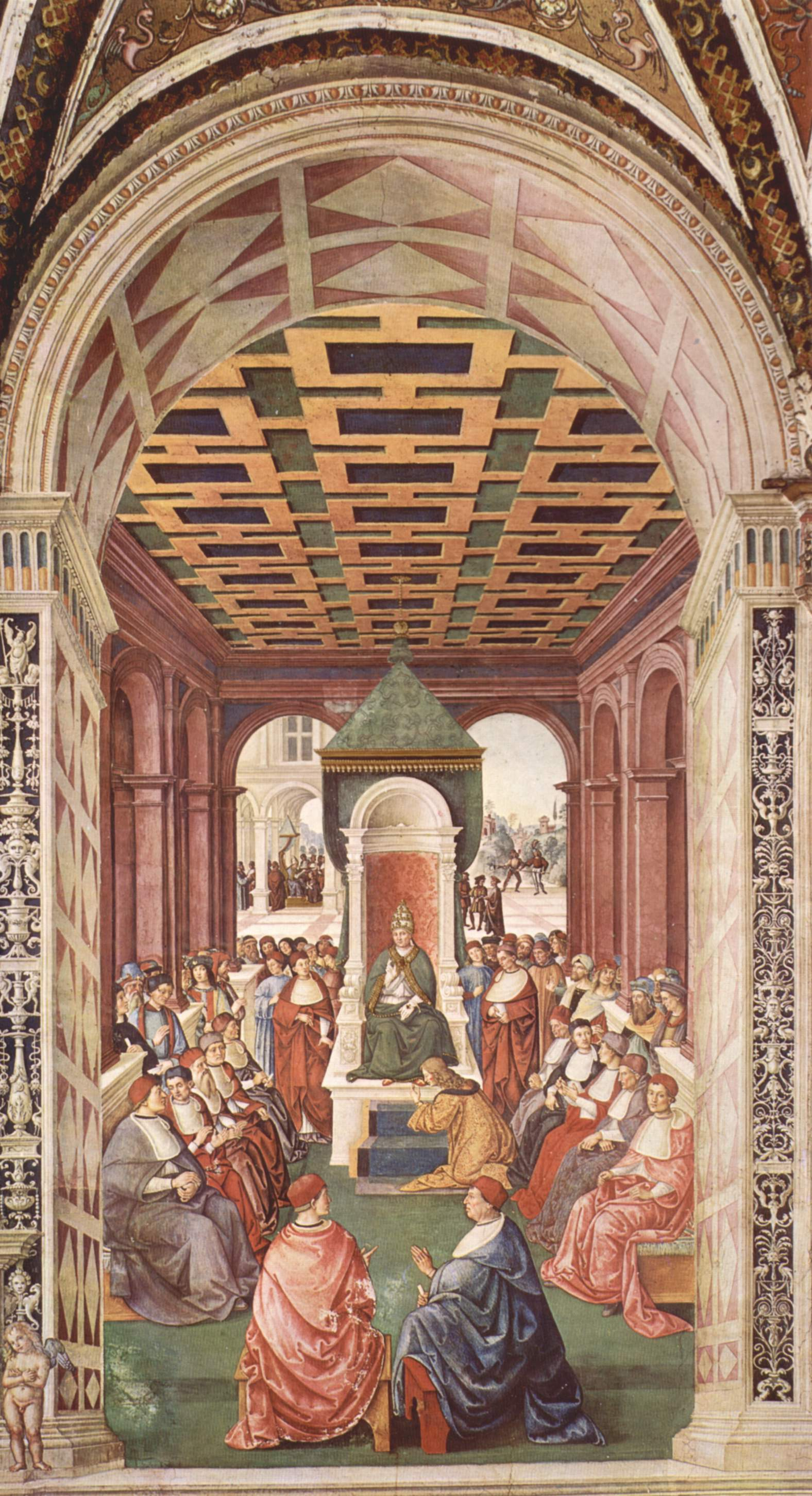
Enea Silvio unterwirft sich Papst Eugen IV.

Die zentralen Edelknechte finden sich in einer Zeichnung im Ashmolean Museum in Oxford.

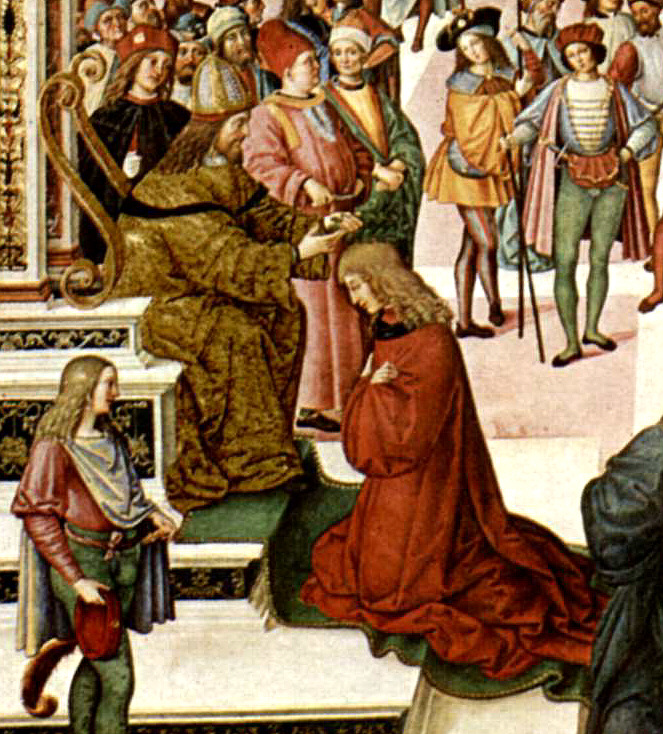
Detail
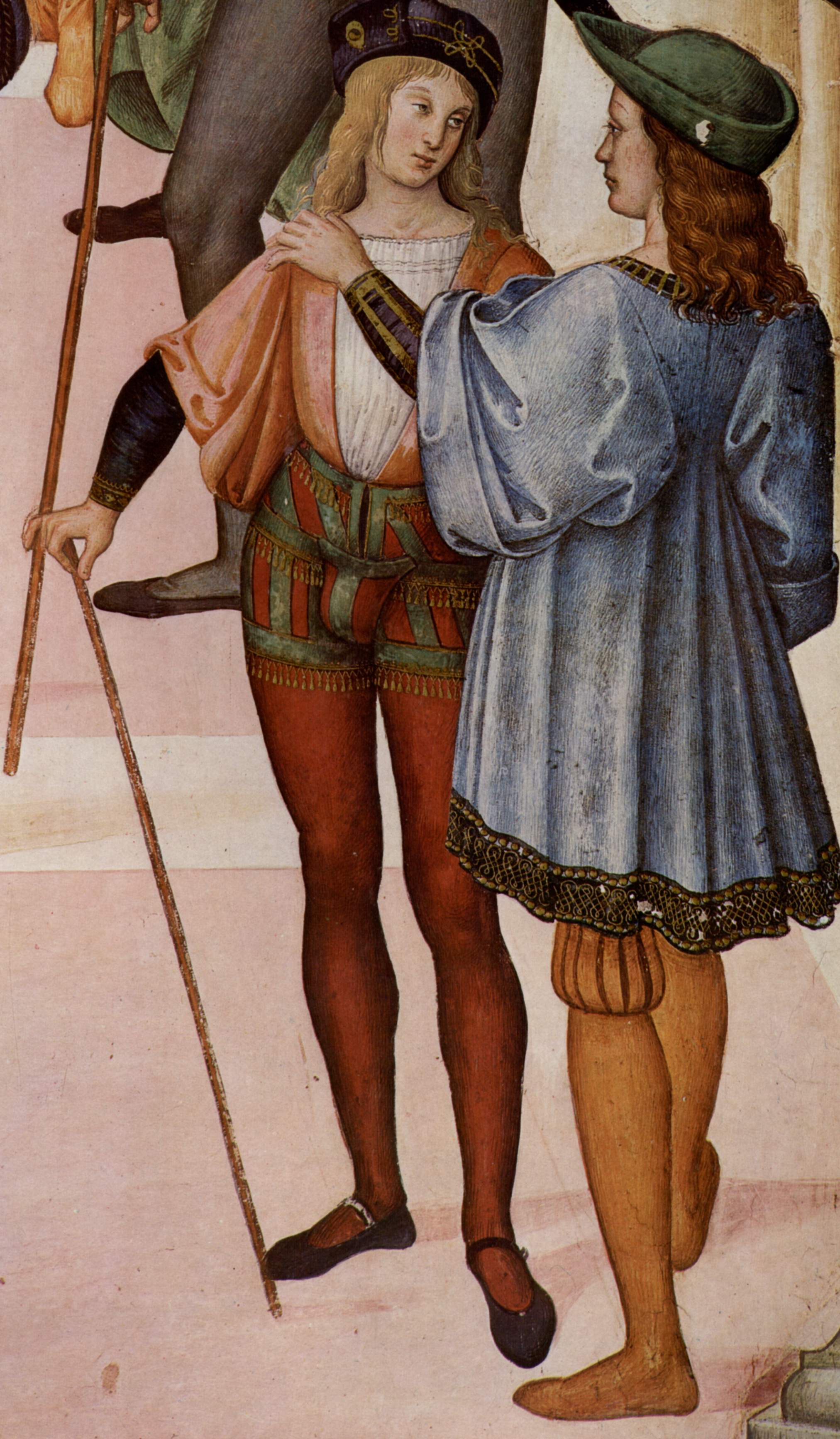
Detail
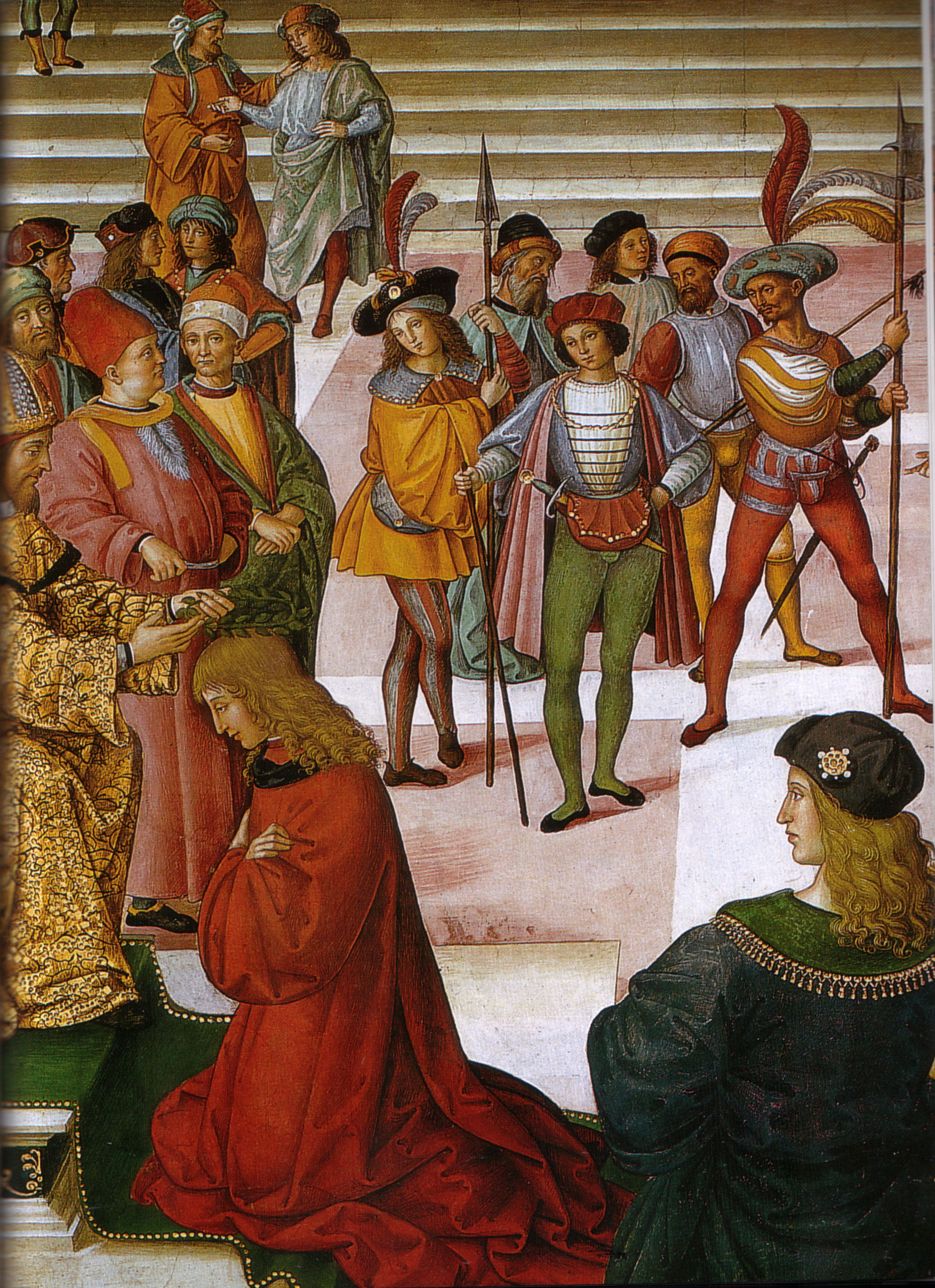
Detail

#### Enea Silvio Piccolomini unterwirft sich Papst Eugen IV.
Als Vertreter Friedrichs III. unterwarf sich Enea Silvio Piccolomini dem Papst Eugen IV. und schwor Gehorsam. Die Szene, obwohl sie in Wirklichkeit im Schlafzimmer des kranken Papstes stattfand, ist in einem stattlichen Thronsaal angesiedelt, wobei die Hauptaktion geschickt in der Mitte des Kardinalskreises organisiert ist. Enea Silvio Piccolomini, in Gelb gekleidet, küsst die Füße des Papstes, der liebevoll segnet.
Jenseits der Loggia eröffnet sich der Blick auf eine Stadt, mit der Szene der Investitur von Enea Silvio Piccolomini als Bischof von Triest, im Jahr 1447.

#### Enea Silvio Piccolomini, stellt Eleonora von Portugal Kaiser Friedrich III. vor

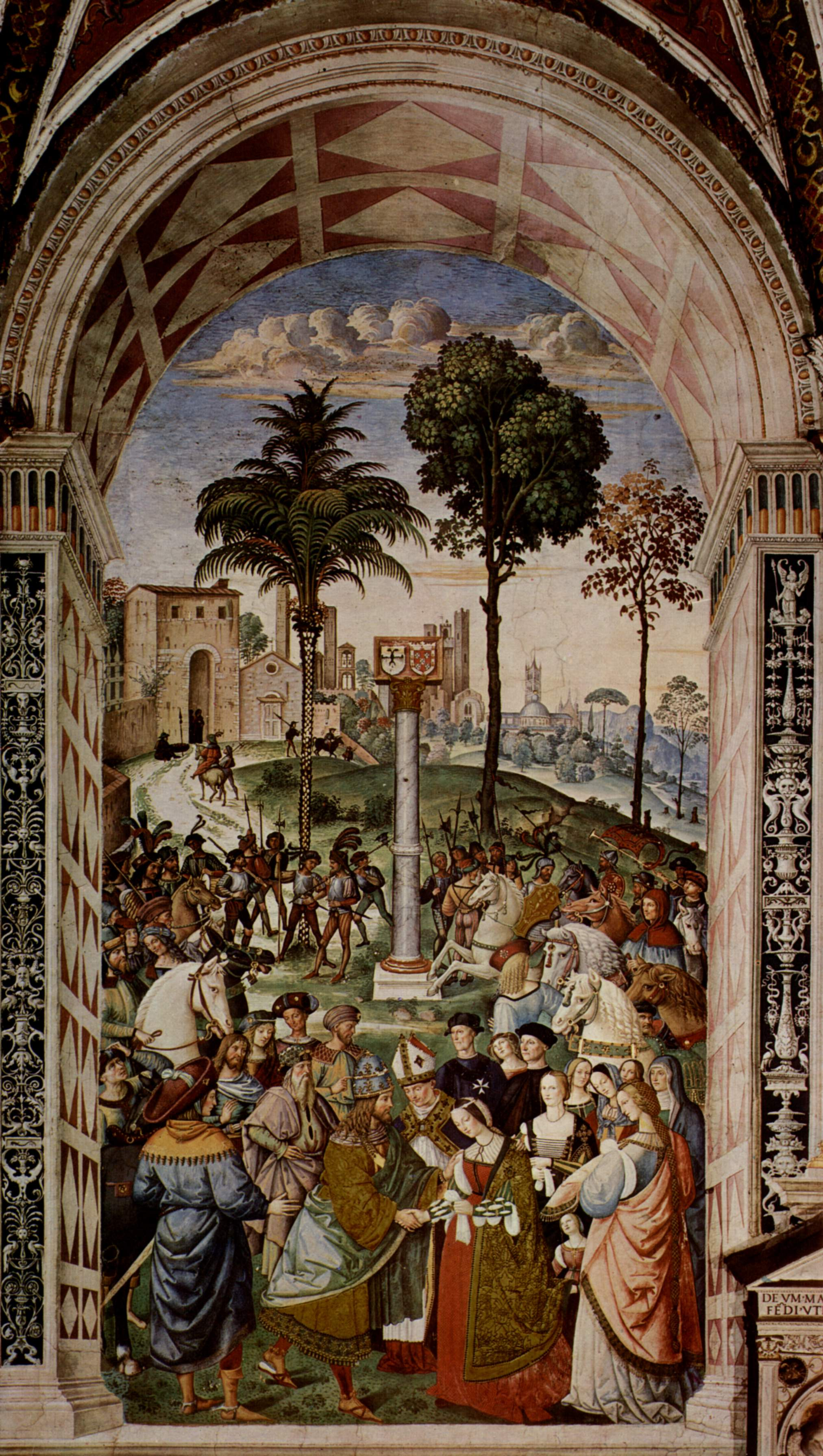
Enea Silvio Piccolomini, Bischof von Siena, stellt Eleonora von Portugal Kaiser Friedrich III. vor

Enea Silvio Piccolomini war Bischof von Siena, als er Friedrich III. dessen zukünftige Frau Eleonora von Portugal, Infantin von Portugal, vorstellte. Er hatte sich um die Eheverhandlungen gekümmert und begrüßte die beiden am 24. Februar 1452 in seiner Stadt. Der Hintergrund zeigt mit einer Fülle von Details den realen Ort des Geschehens, also außerhalb der Mauern an der Porta Camollia. In der Mitte ist die Säule mit den Wappen der beiden Ehegatten zu sehen, die bei dieser Gelegenheit von der Republik Siena errichtet wurde und immer noch existiert. Der Antiporto di Camollia, die Colonna del Portogallo, die ehemalige Kirche von San Basilio, der Dom und der "Facciatone" sind alle erkennbar.
Der Autor der Komposition war Raphael, wie es in Baldeschis Karton von ca. 1502/1503 (New York, Pierpont Morgan Library) ersichtlich ist, dann in seiner Vermählung Mariä von 1504 neu interpretiert hat.
Unter den vielen Zuschauern waren bekannte Persönlichkeiten des zeitgenössischen Siena, wie Alberto Aringhieri, Dombaumeister und Johanniter, Andrea Piccolomini, Bruder von Pius III., und seine Gattin Agnese. Die Eskorten von Friedrich III. haben stattdessen alle unbekannte Gesichter.

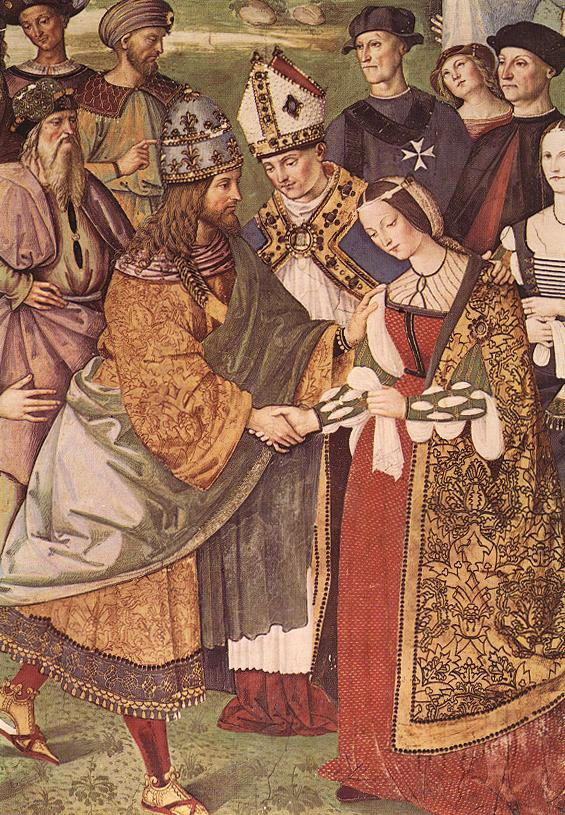
Detail

#### Enea Silvio Piccolomini erhält den Kardinalshut

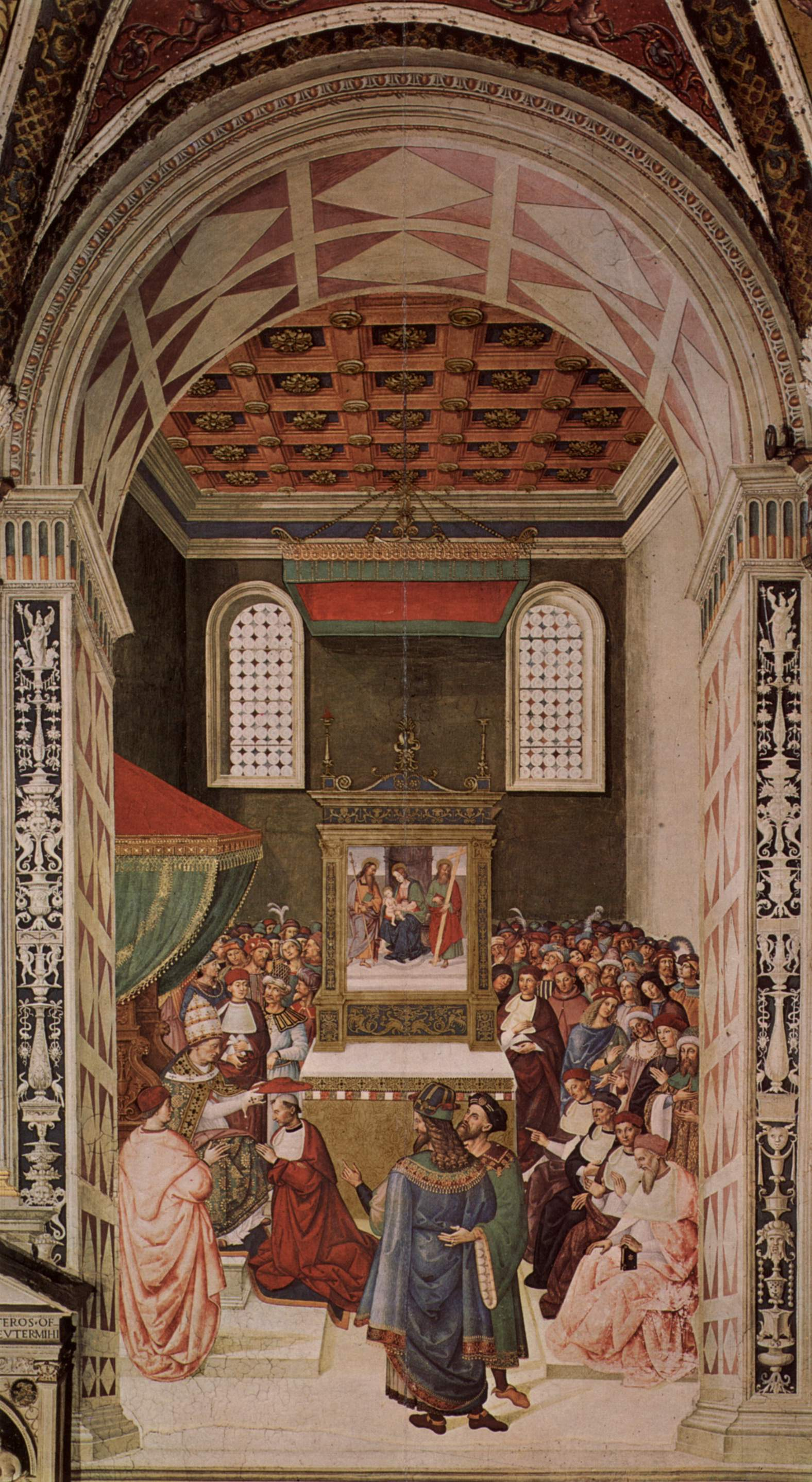
Enea Silvio Piccolomini erhält den Kardinalshut

Die Nominierung von Enea Silvio Piccolomini als Kardinal mit dem Titel Santa Sabina durch Kalixt III. geht auf das Jahr 1456 zurück. Diese Szene ist wie die anderen auch in einem prächtigen Interieur mit einer Weitwinkelperspektive dargestellt. Im Vordergrund links hält der Papst den Hut des Kardinals über den Kopf des knienden Piccolomini. Unter den vielen Zuschauern heben sich zwei Personen im Vordergrund hervor, die mit einer Geste den Schwerpunkt der Szene markieren.
In der Mitte der Kulisse steht der Altar der Kapelle, geschmückt mit einem Altarbild Heiliges Gespräch mit der Madonna und dem Kind zwischen den Heiligen Jakobus des Älteren und Andreas, beides Beschützer der Familie Piccolomini.

#### Pius II. zieht als gekrönter Pontifex in den Vatikan ein

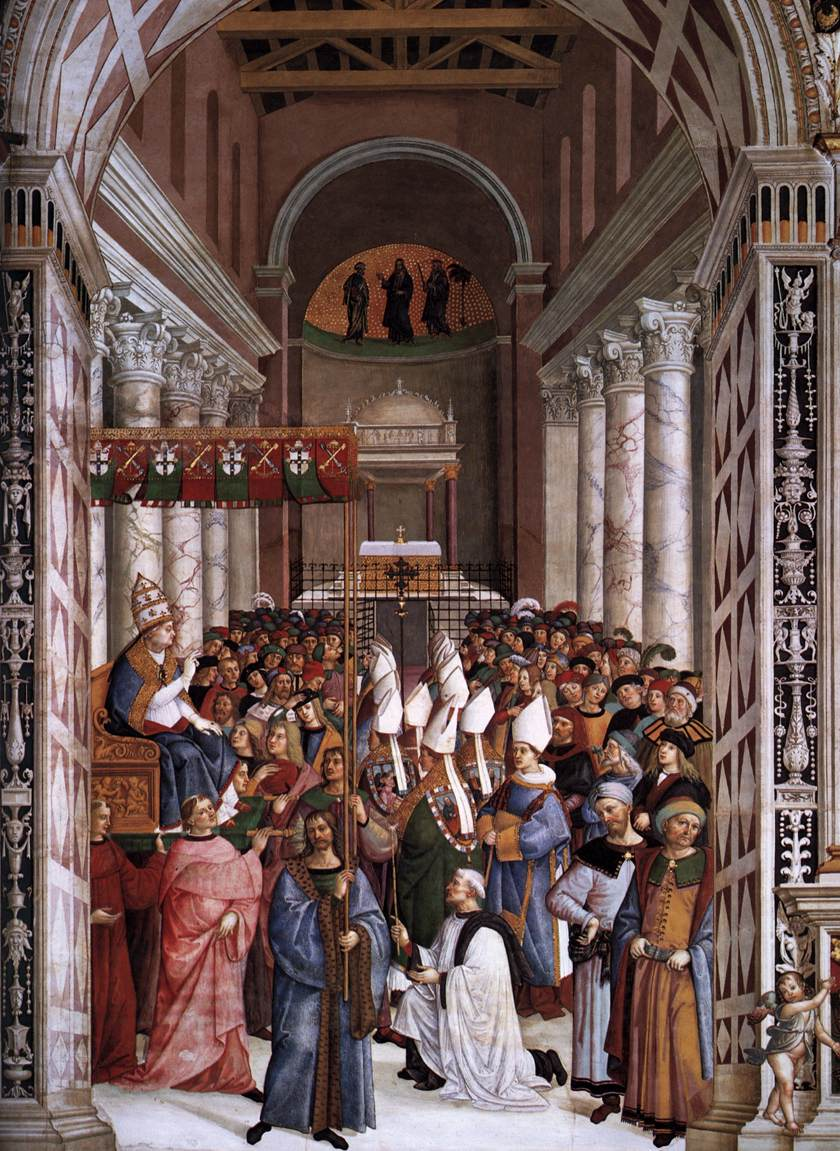
Pius II. zieht als gekrönter Pontifex in den Vatikan ein

Die Ankunft von Pius II., dem neuen Papst, in San Giovanni in Laterano am 3. September 1458, ist dynamisch organisiert, wobei die päpstliche Sänfte von links einzieht, der Papst im Profil sitzt und feierlich segnet. Es wird der Höhepunkt der Zeremonie dargestellt, wenn vor dem neuen Papst eine Wolle angezündet wird, um an die Vergänglichkeit des irdischen Lebens zu erinnern.
Eine Reihe weißer Bischofshüte, in der Mitte des Kirchenschiffes, führt den Blick in die Tiefe, in Richtung der Darstellung, die trotz der notwendigen Anpassungen und Ungenauigkeiten das Aussehen der Basilika vor den späteren Renovierungen zeigt.

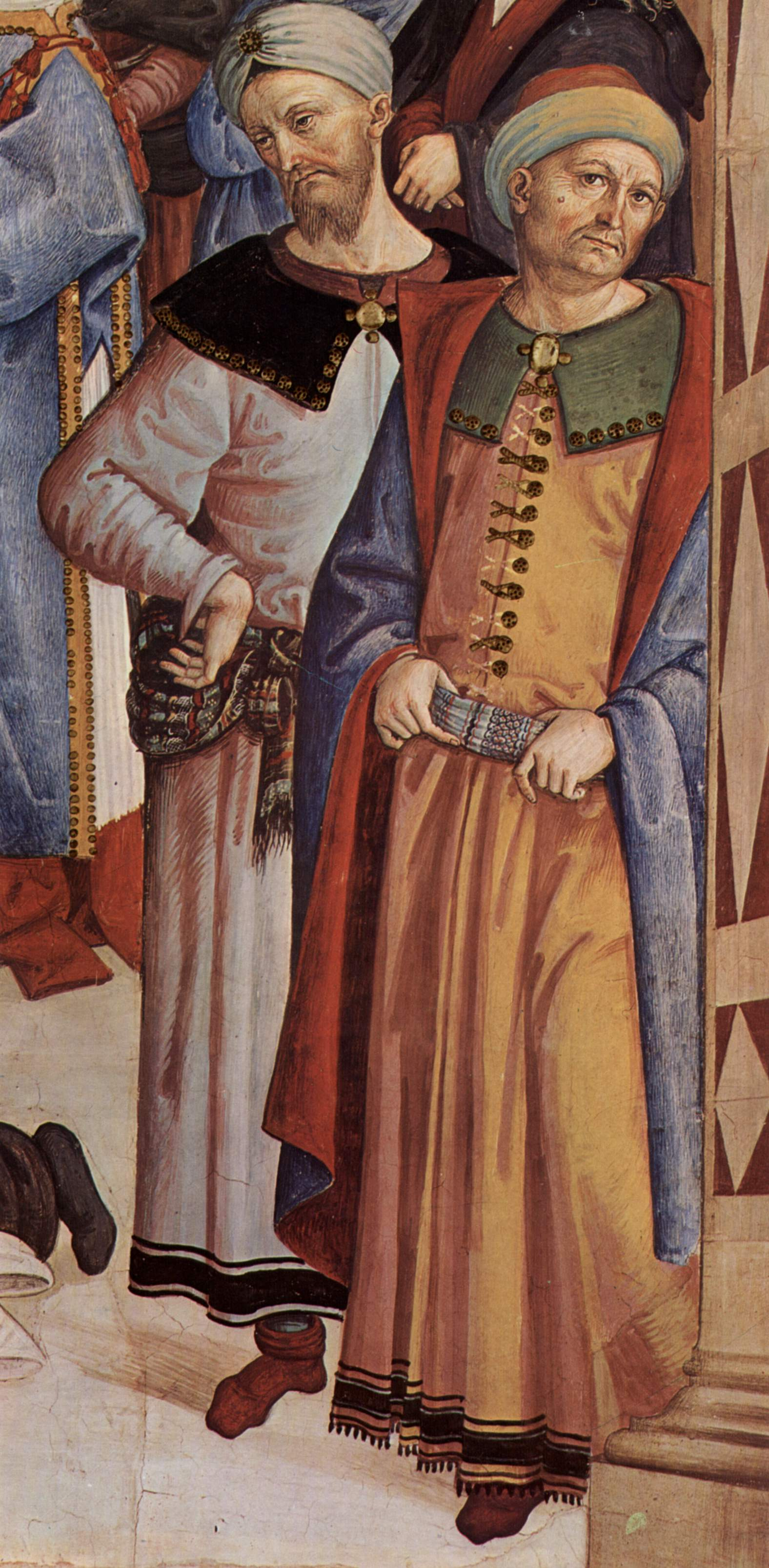
Detail
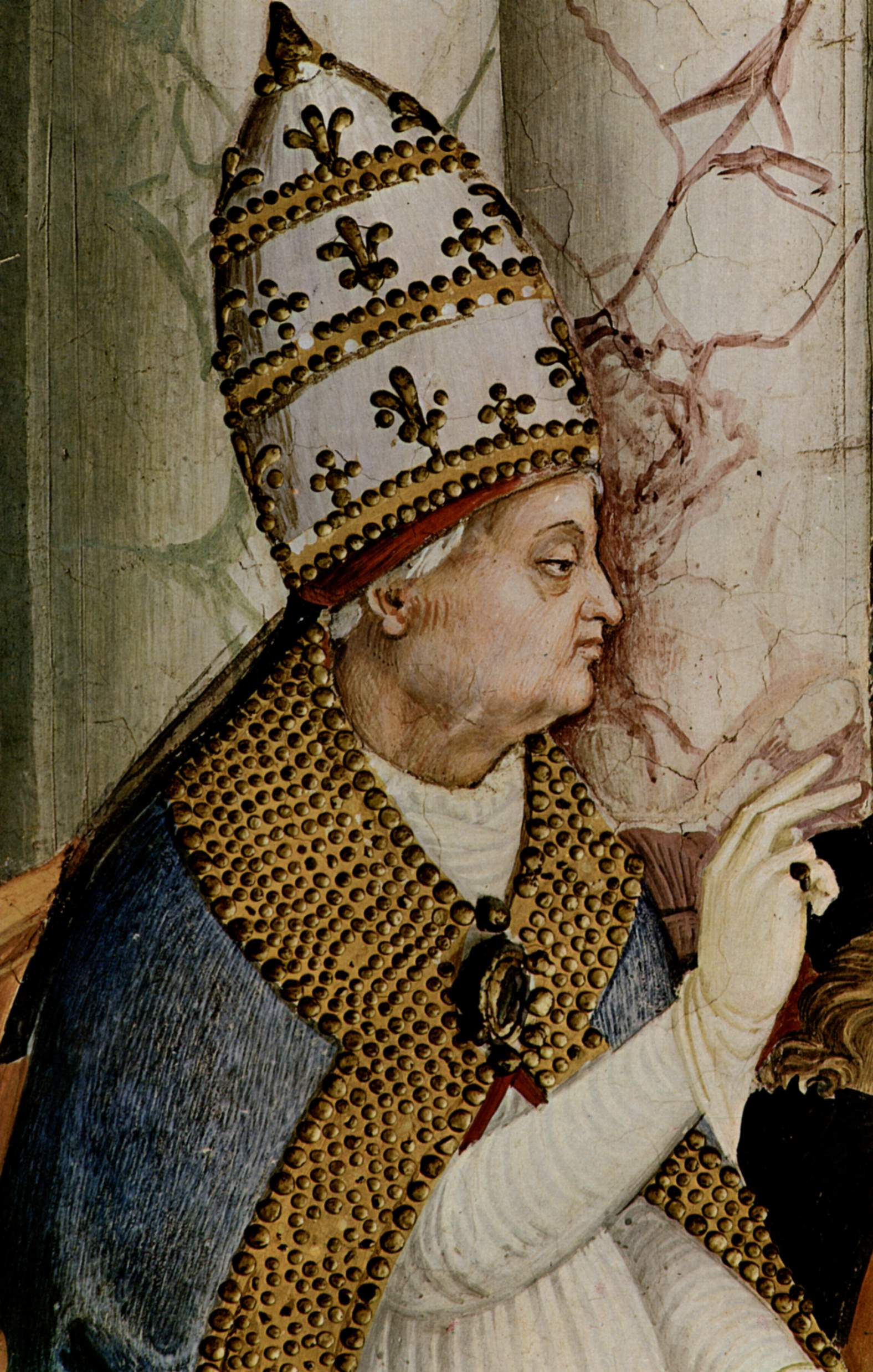
Detail
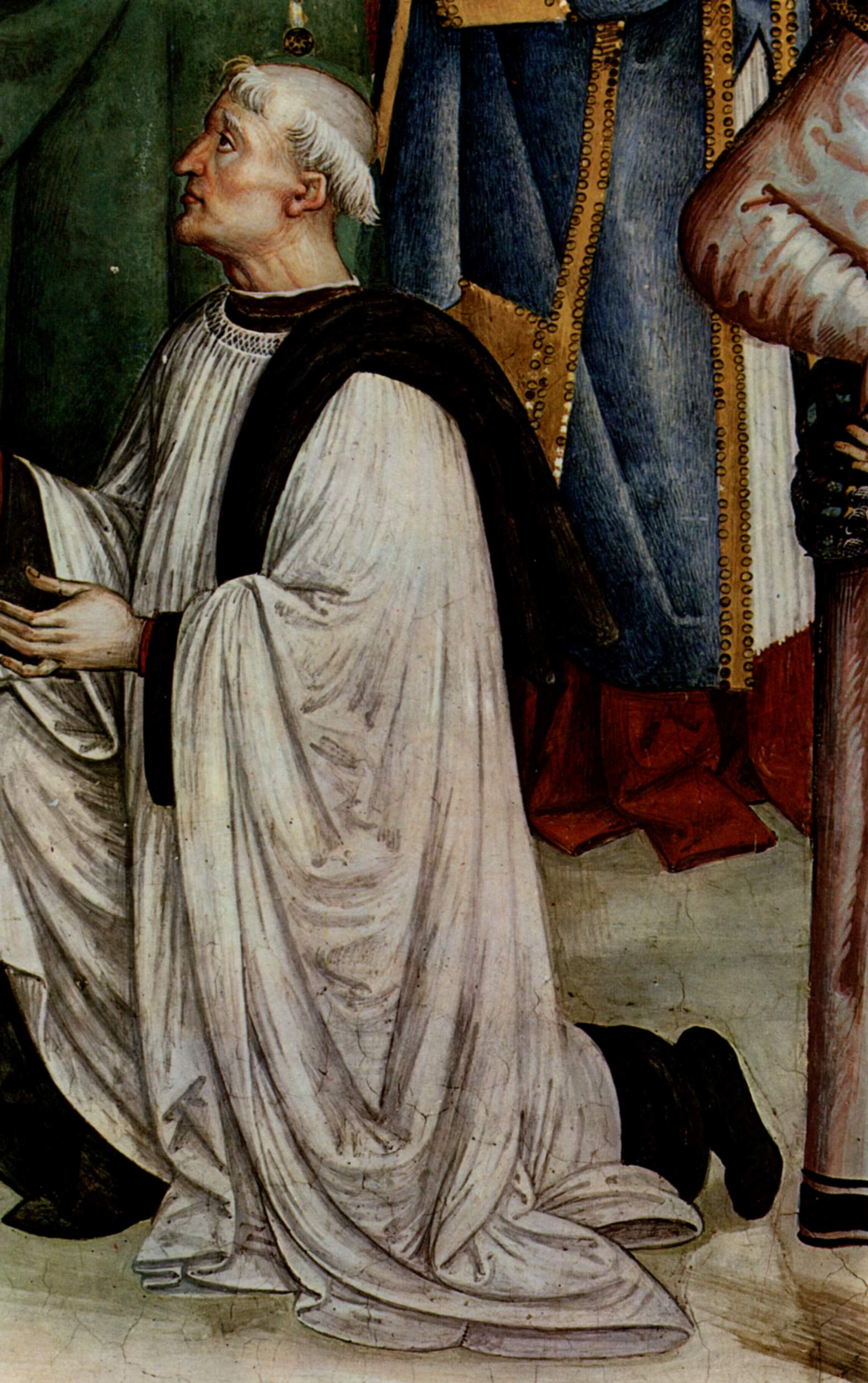
Detail

#### Pius II. beruft das Konzil von Mantua ein

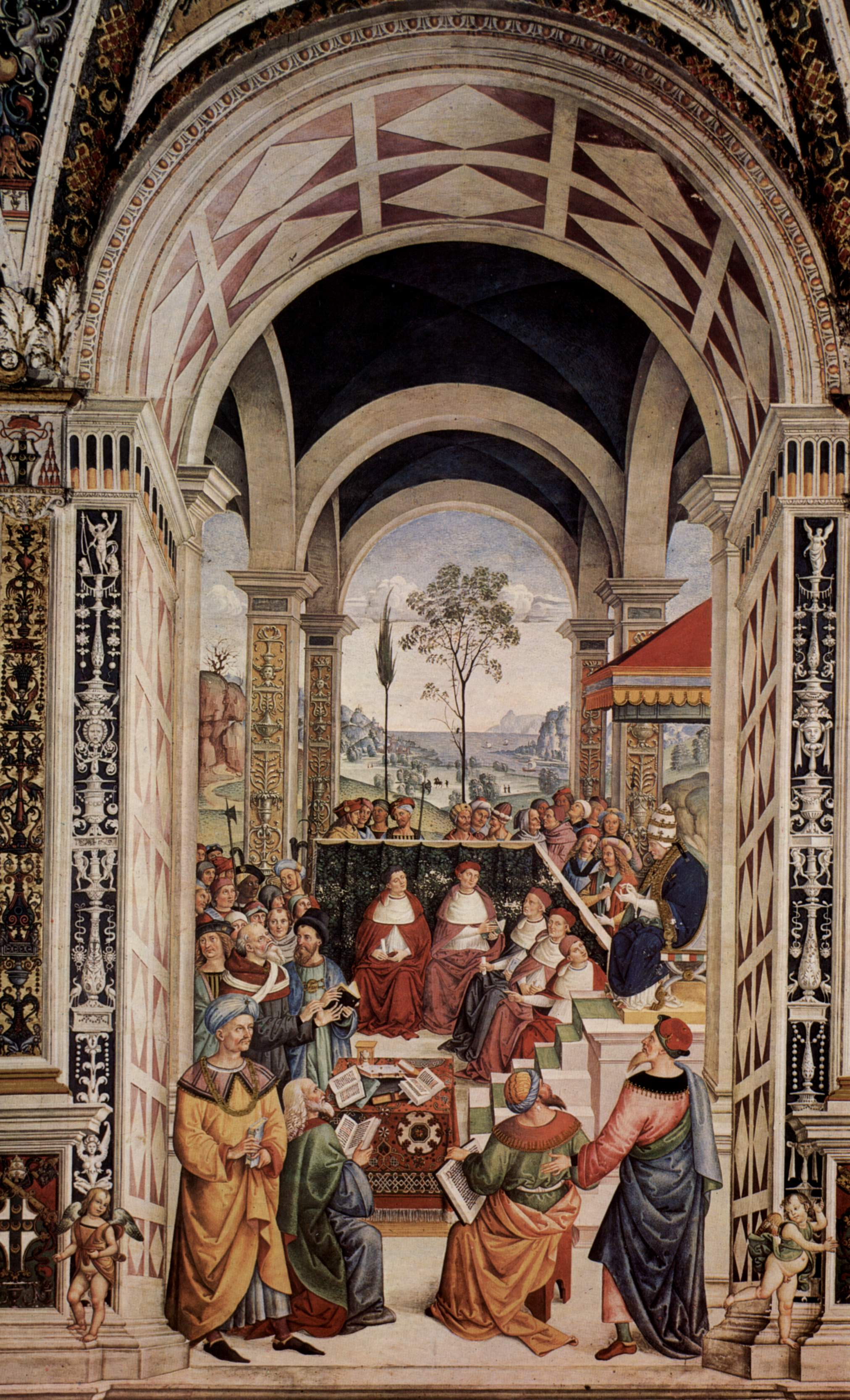
Pius II. beruft das Konzil von Mantua ein

Eine der Prioritäten des Pontifikats von Pius II. war es, den Vormarsch der Osmanen aufzuhalten und Konstantinopel nach der Eroberung von 1453 wieder einzunehmen. In dieser Logik veranlasste er eine Versammlung der Prinzen von Mantua (auch bekannt als Konzil von Mantua) im Jahr 1459, am Hof von Ludovico Gonzaga. Die Szene ist eher ungewöhnlich organisiert: Wenn der Portikus, der in die Landschaft blicken lässt, zur von Perugino erschaffenen umbrischen Tradition gehört, und der Thron, diesmal auf der rechten Seite, auch in anderen Szenen der Bibliothek vorhanden ist, so ist der Blick auf den Vorhang, der die Gruppe der Kardinäle in der Mitte von einer großen Gruppe von Zuschauern trennt, origineller. Im Vordergrund, um einen Tisch herum, der von einem Teppich mit Büchern und anderen Werkzeugen des Wissens bedeckt ist, gibt es eine Reihe von Würdenträgern, unter denen man in dem alten Mann, der vor dem Papst steht, Gennadio den Patriarchen von Konstantinopel erkennt.

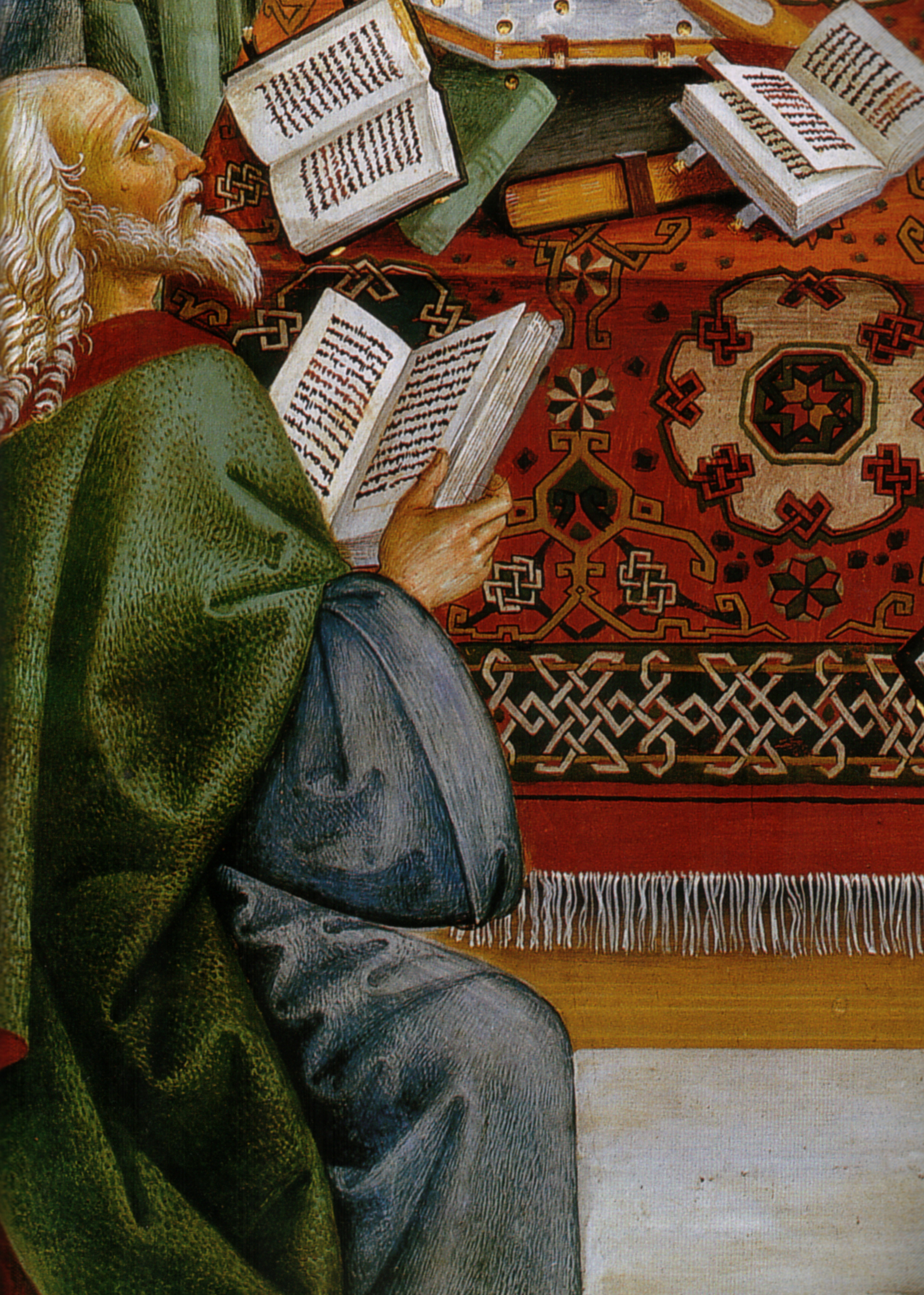
Detail

#### Pius II. spricht Katharina von Siena heilig

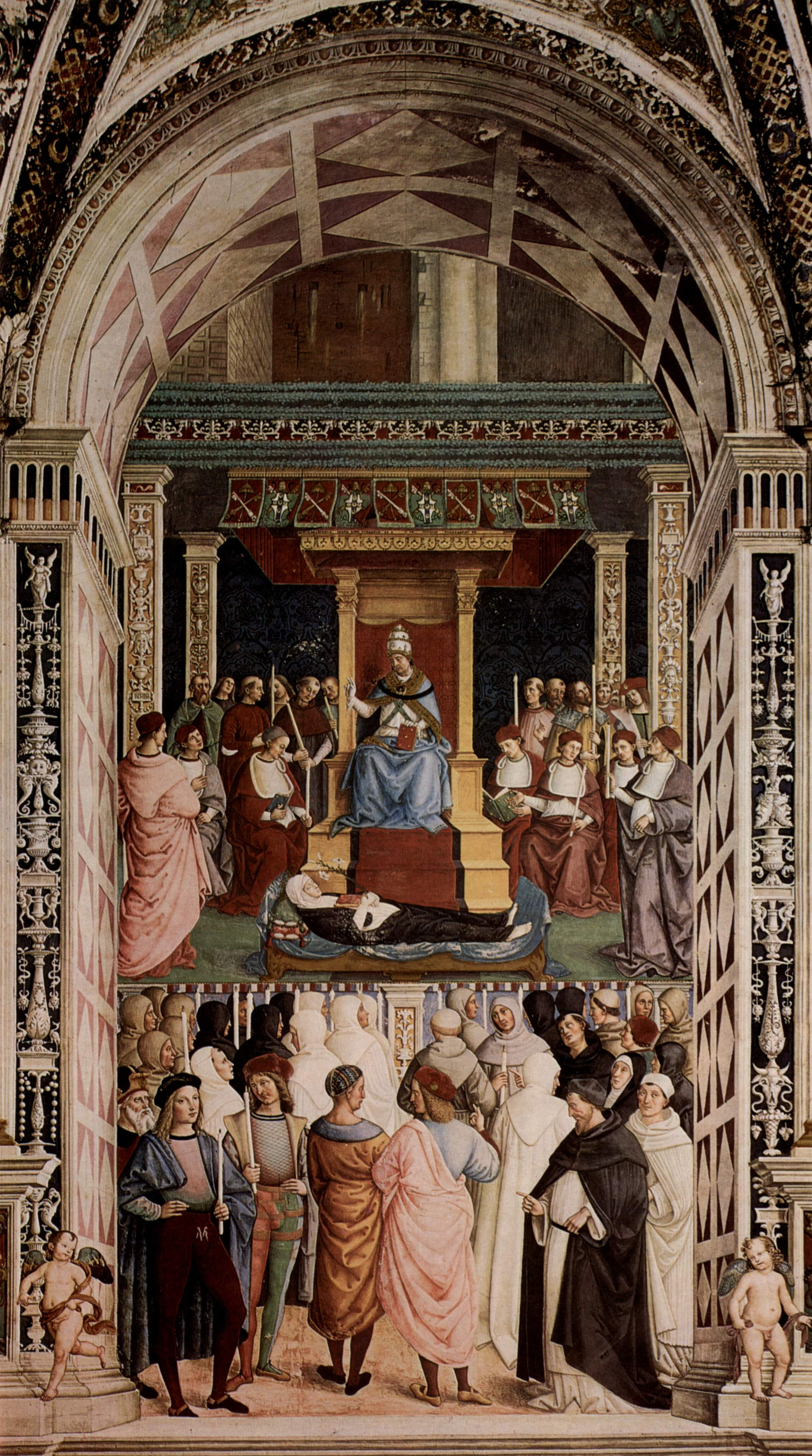
Pius II. spricht Katharina von Siena heilig

Der lange Prozess, der zur Heiligsprechung von Katherina von Siena führte, endete am 29. Juni 1461. Die Szene ist frontal auf zwei sich überlappenden Hauptebenen angeordnet: eine mit der päpstlichen Tribüne, mit dem Thron von Pius II., der von eleganten Grotesken bedeckt ist (man kann den geheimnisvollen Namen "Bimbo" lesen), und dem Körper der Heiligen am Fuß der Treppe, und die untere mit einer Reihe von Umstehenden, zwischen Prälaten und Laien, die brennende Kerzen halten. Die beiden Herren auf der linken Seite heben sich in dieser letzten Gruppe durch ihre raffinierte Kleidung und ihre leicht auffällige Pose hervor, die die Tradition der Porträts von Raffael und Pinturicchio entsprechen: Letzteres ähnelt dem Selbstbildnis in der Baglioni-Kapelle in Spello.
Überraschend realistisch ist die architektonische Kulisse hinter dem Baldachin, mit einem düsteren und demolierten Teil der Alt-St. Peter in Rom.

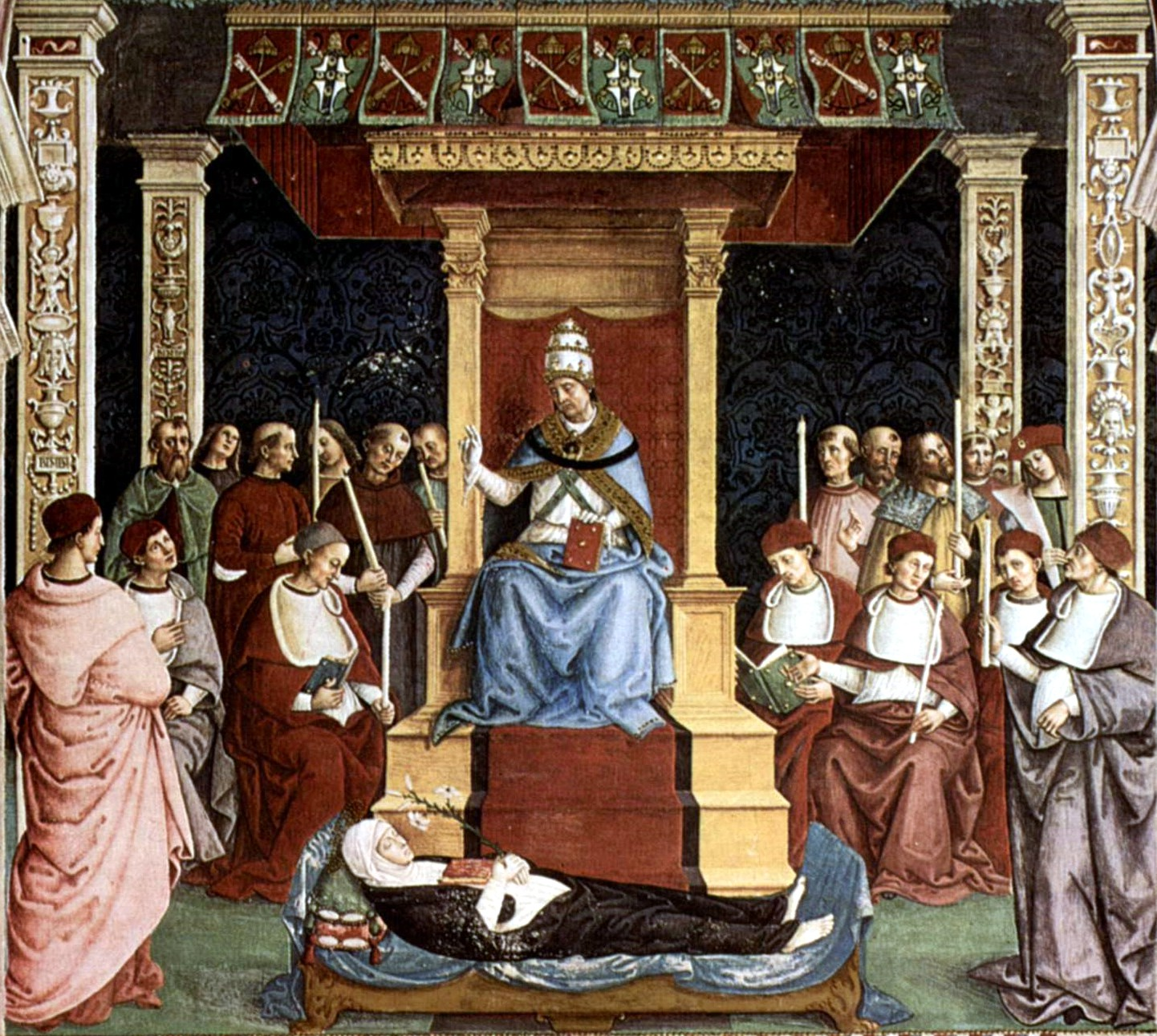
Detail
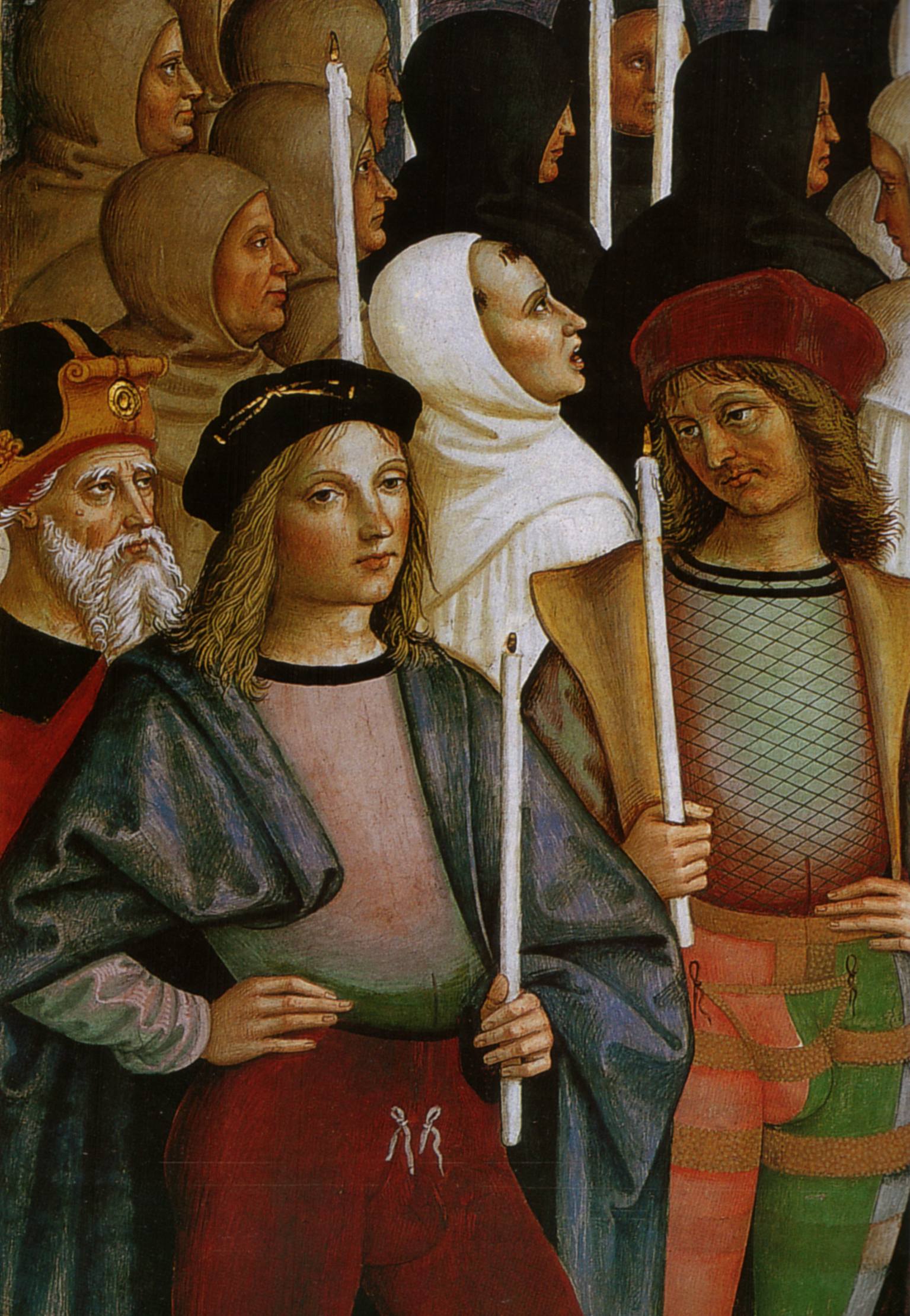
Detail

#### Pius II. kommt nach Ancona um den Kreuzzug zu beginnen

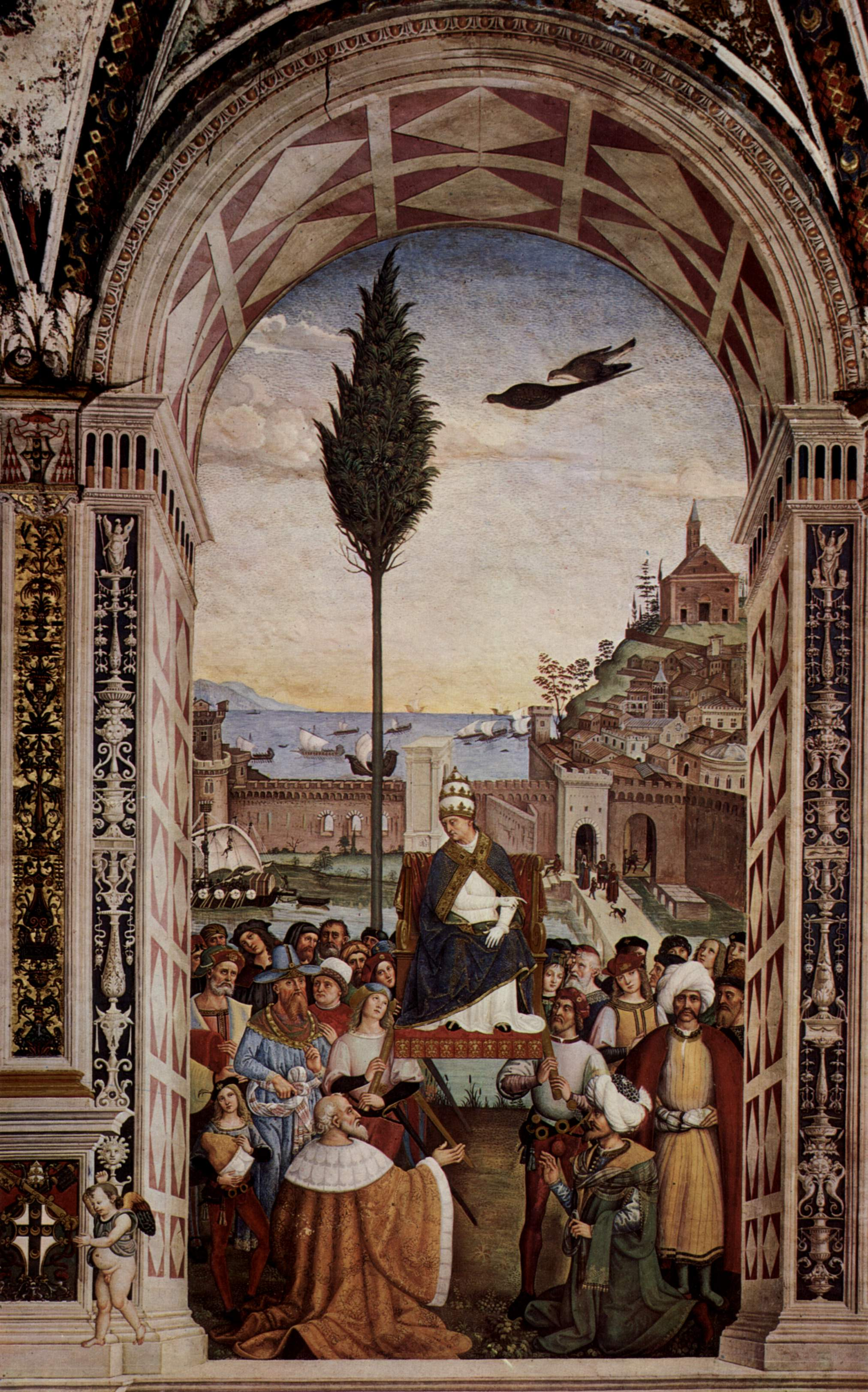
Pius II. kommt nach Ancona um den Kreuzzug zu beginnen

Pius II. wollte zuletzt einen Kreuzzug gegen die Türken ausrufen, an dem er persönlich teilnehmen wollte, um den Widerstand der italienischen Fürsten zu überwinden. Aus diesem Grund ging er, jetzt alt und krank, im Juni 1464 nach Ancona, wo er gerade rechtzeitig die Ankunft der venezianischen Flotte sah.
Die Szene hat offensichtlich einen feierlichen Ton, der über das Scheitern des Unterfangens hinausgeht, mit dem Papst in der Mitte auf dem Thron, während er Befehle zu geben scheint. Im Fresko sind verschiedene Personen zu erkennen: der Doge Cristoforo Moro kniend nach links, die östlichen Würdenträger Hassan Zaccaria, Prinz des entvölkerten Samos, Tommaso Paleologo, Stellvertreter des Peloponnes, und Cem, der Sohn des Sultans als Geisel von Rom.
Einige sagen, dass Pinturicchio die orientalischen Gewänder von den Zeichnungen kopiert hat, die Gentile Bellini während einer seiner Reisen nach Konstantinopel gemacht hat; in Wirklichkeit hätte der päpstliche Hof in dieser Zeit Pinturicchio die Inspiration durch die Anwesenheit zahlreicher exotischer Gäste bieten können.
Die Ansicht von Ancona im Hintergrund, mit den venezianischen Galeeren, ist sehr treu und man erkennt die Stadtmauern aus dem vierzehnten Jahrhundert, den Trajansbogen und die Kathedrale San Ciriaco, die der Maler jedoch in einem Renaissance-Sinn überarbeitet hat und ihm dadurch seiner Gotik beraubt hat.

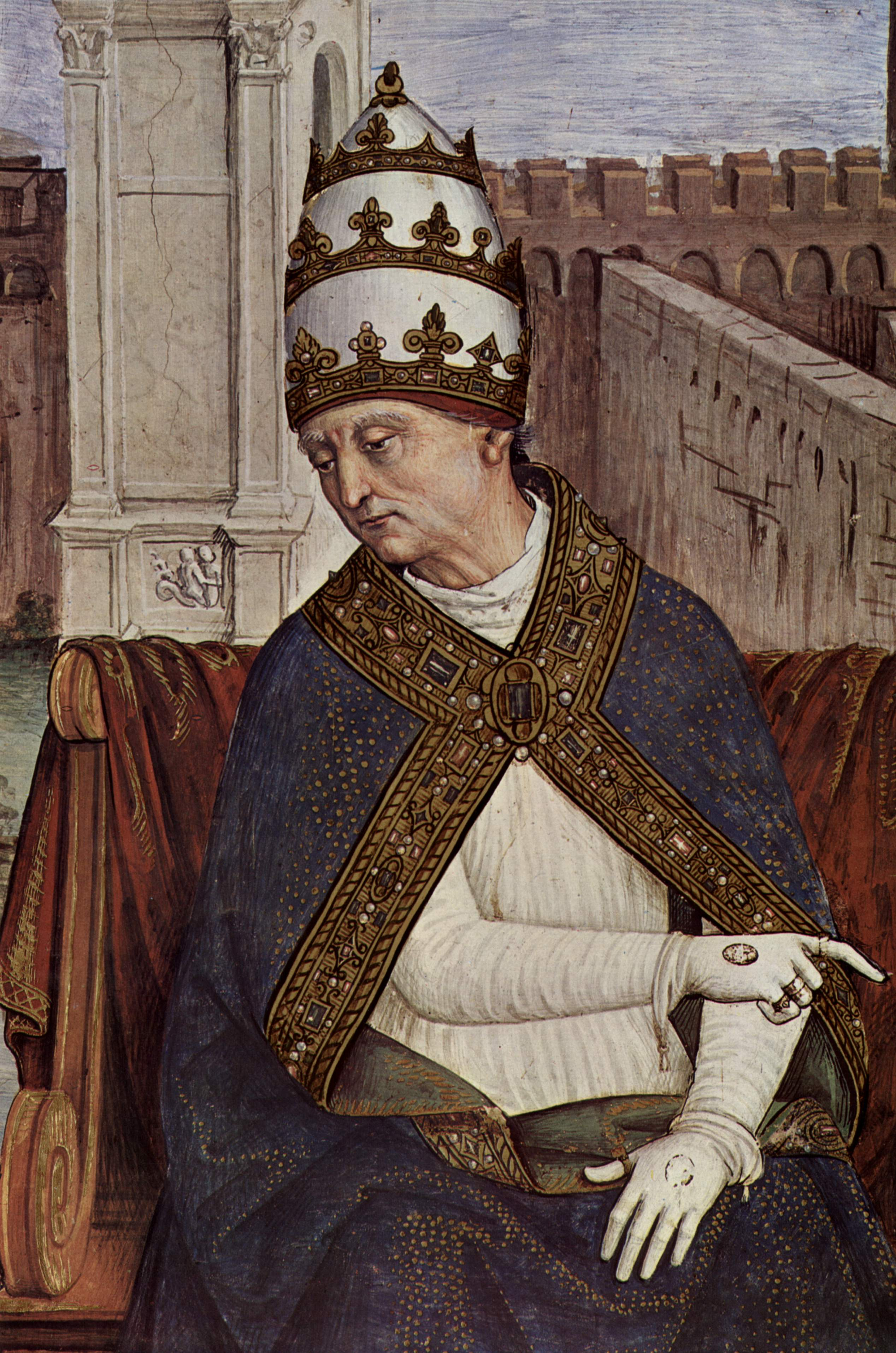
Detail
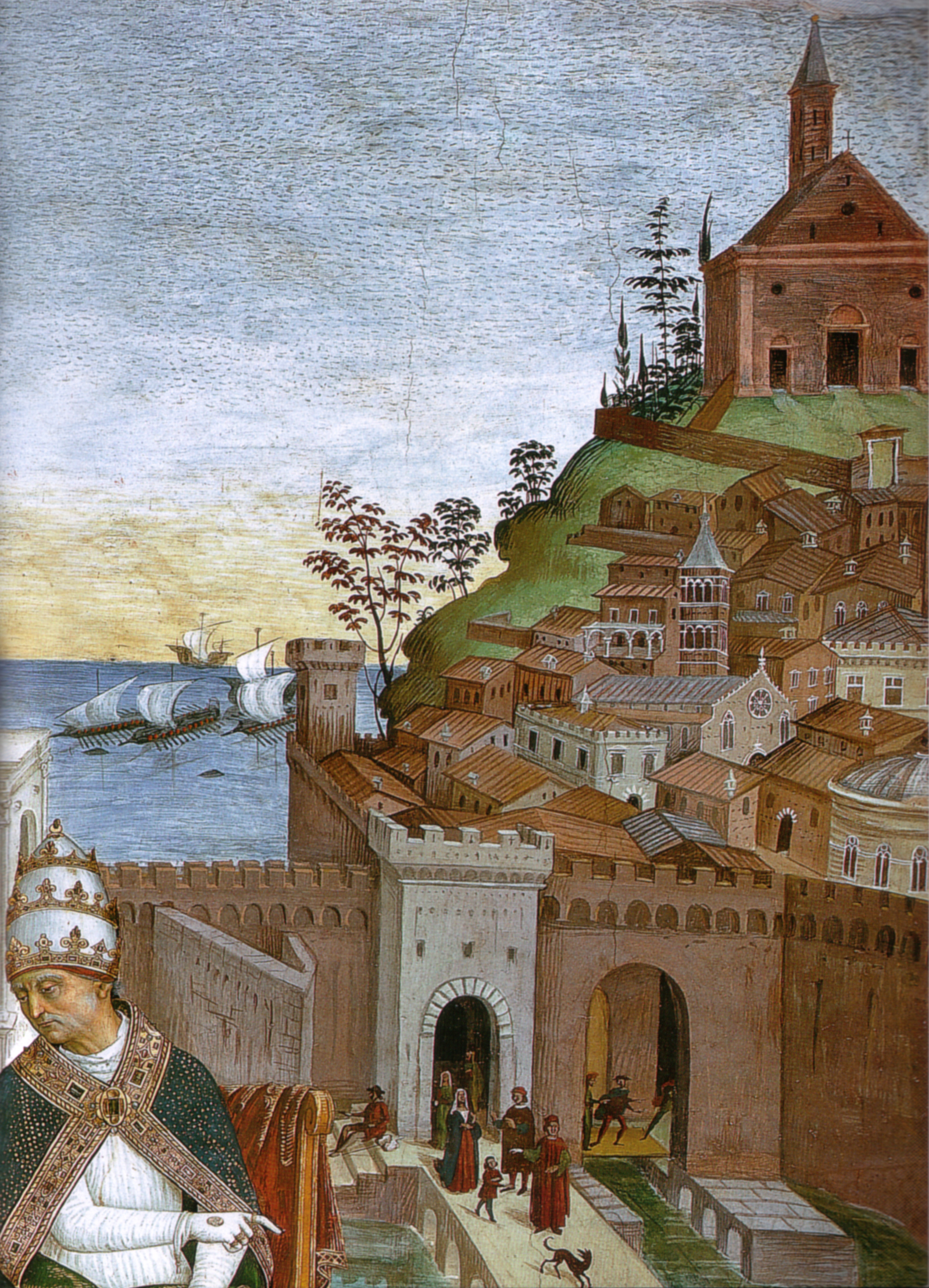
Detail, Blick auf Ancona

### Die drei Grazien

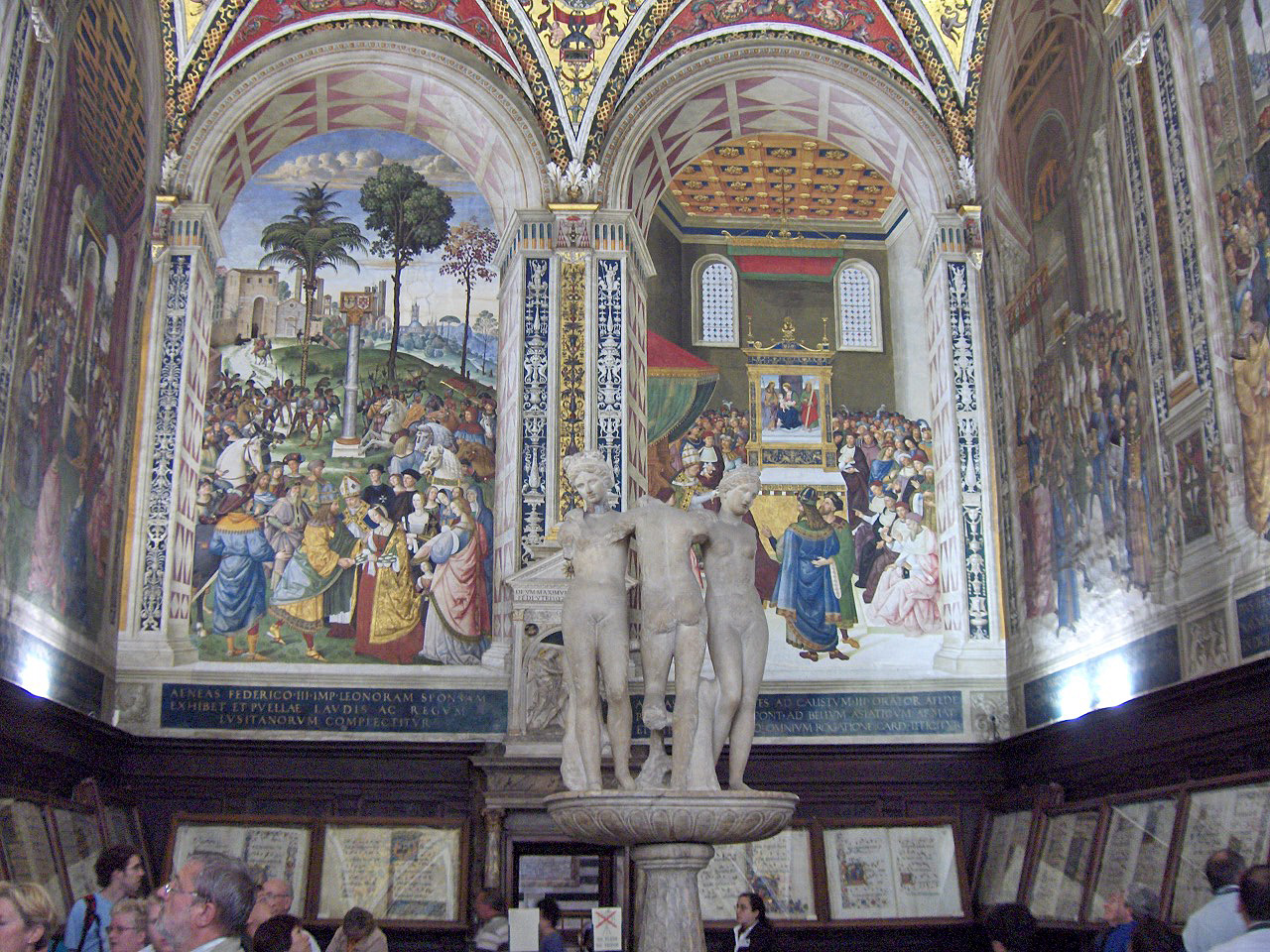
Die drei Grazien

Die Skulptur in der Mitte der Bibliothek zeigt die Drei Grazien Dies ist eine antike römische Kopie eines hellenistischen Originals (4.-2. Jahrhundert v. Chr.), das sich im Besitz von Francesco Todeschini Piccolomini befunden hat. Der Sockel und das Becken, die die Grundlage der Skulptur bilden, wurden von Giovanni di Stefano in den letzten zwanzig Jahren des 15. Jahrhunderts geschaffen.
Die drei Grazien sind ein Symbol der Legalität und bringen Wohltaten. Mit dem Ende der Renaissance und der Bindung an die klassische Kunst hatte die Bildhauerei eine schwere Zeit. Ein Rektor des 17. Jahrhunderts schrieb, dass die drei Skulpturen unanständig und für einen heiligen Ort nicht sehr geeignet seien. Im 19. Jahrhundert hat sie Papst Pius IX., beim Besuch der Kathedrale bemerkte und sagte, es sei beleidigend, drei nackte Frauen in der Sakristei einer Kirche zu sehen. In Wirklichkeit war die Piccolomini-Bibliothek keine Sakristei, aber die Beobachtung des Papstes konnte nicht ignoriert werden und so begann eine lange Irrfahrt, bis sie im Museo dell’Opera del Duomo ankam. Ende desselben Jahrhunderts kehrte sie dank der herzlichen Bitte eines russischen Künstlers an den Fürsten von Neapel, Vittorio Emanuele, anlässlich seines Besuchs in Moskau zurück. Mit dem Aufkommen des Faschismus wurde wieder an Pius IX. gedacht und das Werk wieder ins Museum gestellt. In dieser Hinsicht wurde der Artikel von Ugo Ojetti im Corriere della Sera vom 25. Februar 1934, mit dem Titel Die Grazien im Gefängnis berühmt. Es war Enzo Carli der die Drei Grazien 1972 zurück in die Bibliothek brachte und ihren Sockel aus dem fünfzehnten Jahrhundert im Boden verankerte, vielleicht um weitere Umstellungen zu verhindern.

### Vertreibung aus dem Paradies

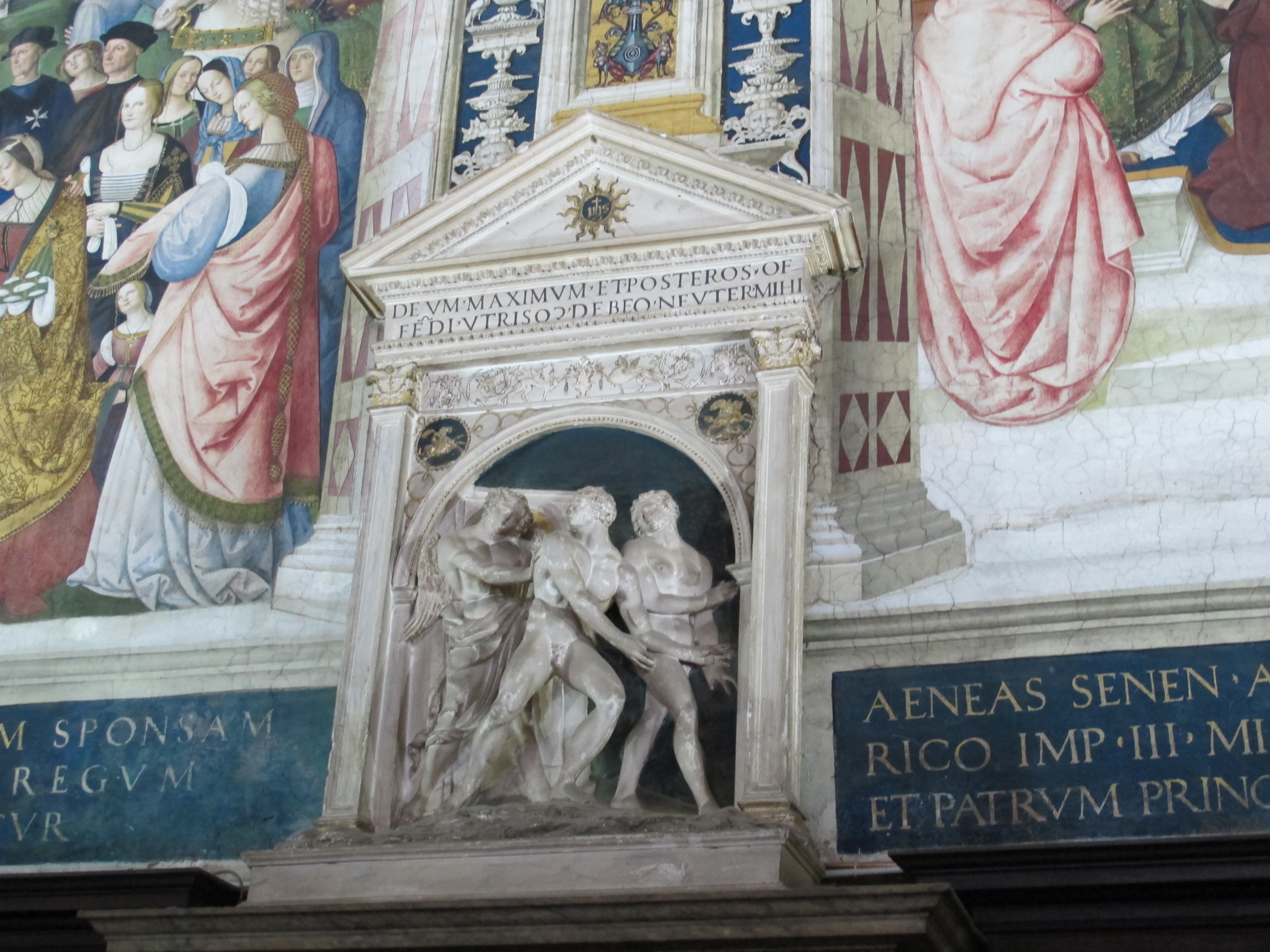
Die Vertreibung von Adam und Eva aus dem irdischen Paradies

Die Stucknische mit der Szene der Vertreibung von Adam und Eva über der Tür der Bibliothek ist das Werk eines Künstlers, den viele mit Marrina identifizieren (dem Künstler der Marmorfassade außerhalb der Bibliothek), auch wenn es Zweifel gibt und der Künstler eher sein Meister, Giovanni di Stefano, war. Das Datum seiner Fertigstellung ist unbekannt, kann aber mit Ende des 15. Jahrhunderts und dem Anfang des 16. Jahrhunderts angenommen werden.
Während die architektonische Nische original ist, ist die Szene der Vertreibung aus dem irdischen Paradies eine Kopie einer der Marmortafel des Fonte Gaia von Jacopo della Quercia. Von geringen künstlerischen Wert, strahlt der Tabernakel jedoch eine menschliche und religiöse Botschaft aus: Auf dem Architrav befindet sich die Inschrift: DEUM MAXIMUM ET POSTEROS OF / FENDI UTRIUSQUE DEBEO NEUTER MIHI (Ich habe Gott und die Nachkommen beleidigt. Beiden bin ich schuldig, aber keiner mir). Dies waren die Worte, die Papst Pius II. (Enea Silvio Piccolomini) auf seinem Sterbebett aussprach. Es war ein Akt der Demut und Reue für eine Sünde oder eine Reihe unspezifischer Sünden, die Gott und die Nachwelt beleidigten und sich daher auf die Erbsünde und Vertreibung von Adam und Eva beziehen. Über der Inschrift, in der Mitte des Tympanon, befindet sich das Emblem des Erlösers von Bernhard von Siena.
Francesco Todeschini Piccolomini, der die gesamte Bibliothek in Auftrag gab, wollte an die letzten Worte seines Onkels und seine extreme Reue in einem kleinen Denkmal erinnern, das fast über dem inneren Portal verborgen ist, mit einer kleineren und höheren (und daher weniger lesbaren) Inschrift als die zahlreichen Bildunterschriften, die sich unter jedem Fresko von Pinturicchio befinden. Ein Weg, diesen Worten und dem Geist, mit dem sie gesprochen wurden, eine intime und diskrete Note zu geben, die nur von Verwandten, Freunden und aufmerksamen Besuchern gelesen werden kann. Darüber hinaus spricht der Papst in der ersten Person, nicht in der dritten Person wie in den Bildunterschriften der Fresken, was den menschlichen und spirituellen Aspekt dieses Satzes unterstreicht. Die Vertreibung der Vorfahren integriert und vermittelt dieses Gefühl, während das Emblem des Erlösers Erlösung und Rettung, sogar für die schrecklichen und beleidigenden Sünden gegen Gott und alle Menschen, bietet.